# Rue de Charonne
La rue de Charonne est une voie du 11e arrondissement de Paris, qui conduisait au village de Charonne. Elle existe déjà au début du XVIIe siècle et est, avec la rue du Faubourg-Saint-Antoine, l'une des rues les plus animées du faubourg. De nombreux artisans y ont leur atelier ainsi que leur logement.

## Situation et accès
Elle commence rue du Faubourg-Saint-Antoine et se termine au boulevard de Charonne. Elle comprend de nombreux restaurants et galeries d'art à son commencement, entre la rue du Faubourg-Saint-Antoine et l'avenue Ledru-Rollin, et devient plus populaire autour du boulevard Voltaire avec de très nombreux commerçants.
La rue de Charonne conserve des immeubles remontant au XVIIe siècle. La section entre la rue Léon Frot et l'avenue Philippe-Auguste présente encore quelques édifices d'Ancien Régime, implantés à l'alignement ancien. Cependant cette séquence ancienne a été modifiée au cours des XIXe et XXe siècles, à la suite de la réserve d'alignement frappant les deux côtés de la rue. Dans les années 1990, la ville de Paris a préempté de nombreux immeubles vétustes dans la partie de la rue allant du boulevard Voltaire au boulevard de Charonne, afin de procéder à l'élargissement de la rue. De nombreux élus du quartier se sont opposés à ces travaux et ont demandé à la ville de restaurer les immeubles qu'elle avait acquis afin d'en faire des logements sociaux. En juillet 1998, tout projet d'alignement a été abandonné et depuis lors certains de ces immeubles, restés longtemps à l'abandon, ont été restaurés.
Ce site est desservi par la ligne 8 à la station de métro Ledru-Rollin, par la ligne 9 à la station Charonne et par la ligne 2 à la station Alexandre Dumas.

## Origine du nom
Cette voie conduisait à la commune de Charonne dont elle a pris le nom.

## Historique
Le chemin qui menait de Paris au village de Charonne existe depuis le début du XVIIe siècle. Charonne n'était qu'un village lorsque, en 1230, vint s'y établir une « devineresse » qu'on venait consulter de tous les coins de Paris. En 1643, plusieurs établissements religieux y furent fondés, mais tous disparurent en 1790.
Avant cette époque, ce village n'était rempli que de couvents et de riches maisons de campagne qui portaient alors le nom de folies. C'est là que se trouvait l'Orangerie du château de Bagnolet, appartenant aux ducs d'Orléans. Au-delà, la route continuait vers Bagnolet puis Noisy-le-Sec en longeant le fort de Noisy.
Le 2 juillet 1652 lors de la bataille du faubourg Saint-Antoine qui oppose l'armée royale commandée par Turenne et les troupes de la Fronde commandées par Condé, le régiment de l'armée royale La Marine est écrasé en attaquant les barricades de la rue de Charonne ou il pénètre malgré le feu qu'on faisait des maisons. Paul Jules Mancini, colonel-lieutenant du régiment de La Marine et neveu du cardinal, y est tué ainsi qu'un grand nombre d'officiers.
L'urbanisation des faubourgs de Paris a abouti à la jonction des deux agglomérations au XIXe siècle avec l'annexion de la commune de Charonne en 1860. Le prolongement de la rue de Charonne au-delà de l'ancien mur, qui était la « grand rue » de l'ancien village de Charonne, a pris le nom de « rue de Bagnolet », qui est désormais la commune limitrophe de Paris dans la direction de cette route.
Le 8 février 1962, se déroule une manifestation organisée par les partis de gauche en faveur de l'indépendance algérienne. Poursuivis par la police, plusieurs centaines de manifestants se réfugient dans la station de métro Charonne, située à l'intersection entre la rue de Charonne et le boulevard Voltaire, provoquant une bousculade au cours de laquelle neuf personnes perdent la vie. Le 8 février 2007, quarante-cinq ans après les faits, le carrefour à l'intersection de la rue de Charonne et du boulevard Voltaire a été nommé place du 8-Février-1962, par Bertrand Delanoë, maire de Paris.
Une partie de la voie délimitait la ZAC Dorian.
Le 13 novembre 2015 à 21 h 36, deux terroristes font feu sur la terrasse du restaurant La Belle Équipe, situé au no 92 de la rue. Le bilan est de 19 personnes tuées et 14 blessés en urgence absolue. Cette attaque s’inscrit dans la série de fusillades et d’attentats-suicides, revendiquée par l’organisation terroriste État islamique, entraînant la mort de 130 personnes à Paris et à Saint-Denis au cours de la soirée.

## Bâtiments remarquables et lieux de mémoire
C'est dans cette rue que l'ébéniste d'art Yvon Palamour (né en 1932) ouvrit en 1959 son premier atelier, qu'il fermera une dizaine d'années plus tard.

### Numéro 8, rue de Charonne
Plaque murale sur laquelle on peut lire « LE 24Xbre LA POINTE DE LA RIVIÈRE EST VENU VIS à VIS CETTE PIERRE BOUQUET CONS ». Elle rappelle la crue de la Seine de 1740.
Au-dessous, une plaque en métal marque la crue de 1910.

### Cour Saint-Joseph et cour Jacques-Viguès
Ces deux cours sont situées respectivement aux 3-5, rue de Charonne. Caractéristiques des ateliers d'ébénisterie du faubourg Saint-Antoine au XVIIIe, XIXe et début du XXe siècle, elles ont été inscrites comme bâtiments protégés au titre du PLU (plan local d'urbanisme) de la ville de Paris.
La cour Saint-Joseph, initialement dénommée « cul-de-sac Saint-Joseph », et dont le nom semble provenir d'une ancienne enseigne, est créée au XVIIIe siècle et ne dessert initialement qu'une seule propriété. On pénètre dans la cour à partir de la rue de Charonne, par un porche situé sous une maison à neuf travées, en pierres de taille au rez-de-chaussée, puis moellons de calcaire et pan de bois en étage, construite entre 1764 et 1794. Les bâtiments sur cour sont à cette période utilisés pour un usage mixte, atelier et habitation. En 1834, Jacques Viguès, marchand de bois des îles, achète les bâtiments existants et les fait reconstruire entre 1834 et 1852. Puis il construit de nouveaux ateliers entre 1853 et 1855 sur l'emplacement du jardin, autour d'une cour qui prendra le nom de « cour Jacques-Viguès ». Les bâtiments situés au sud de la cour Saint-Joseph sont surélevés de trois étages plus un étage de comble au début du XXe siècle.
On pénètre dans la cour Jacques-Viguès, anciennement « cour Saint-Jacques », par un porche reliant les deux cours. La seconde se démarque complètement de la première par son homogénéité. Les bâtiments de trois étages plus combles sont en pierres de taille au rez-de-chaussée et en briques rouges en étage. Ces constructions à usage d'ateliers ont été construites vers 1860. Deux passerelles en métal riveté sur poutres métalliques, réalisées vers 1900, relient les premiers étages des deux côtés opposés de la cour.
Jusqu'à la fin des années 1980 et la construction de l'opéra Bastille, le faubourg Saint-Antoine reste un quartier fortement voué à la fabrication de meubles et sièges. Des petits artisans en ébénisterie, restauration de meubles, fabricants d'accessoires, occupent les ateliers des deux cours qui servent aussi de lieu de stockage et d'exposition pour les commerçants en meuble de la rue du Faubourg-Saint-Antoine. Depuis, l'occupation des locaux s'est beaucoup diversifiée. On trouve encore quelques rares ateliers de meubles, mais aussi des sociétés de design, de photographie, d'édition, de mode, d'électronique, un cabinet d'architecture, ainsi que l'Académie Grandes Terres, une école privée d'enseignement des métiers artistiques.

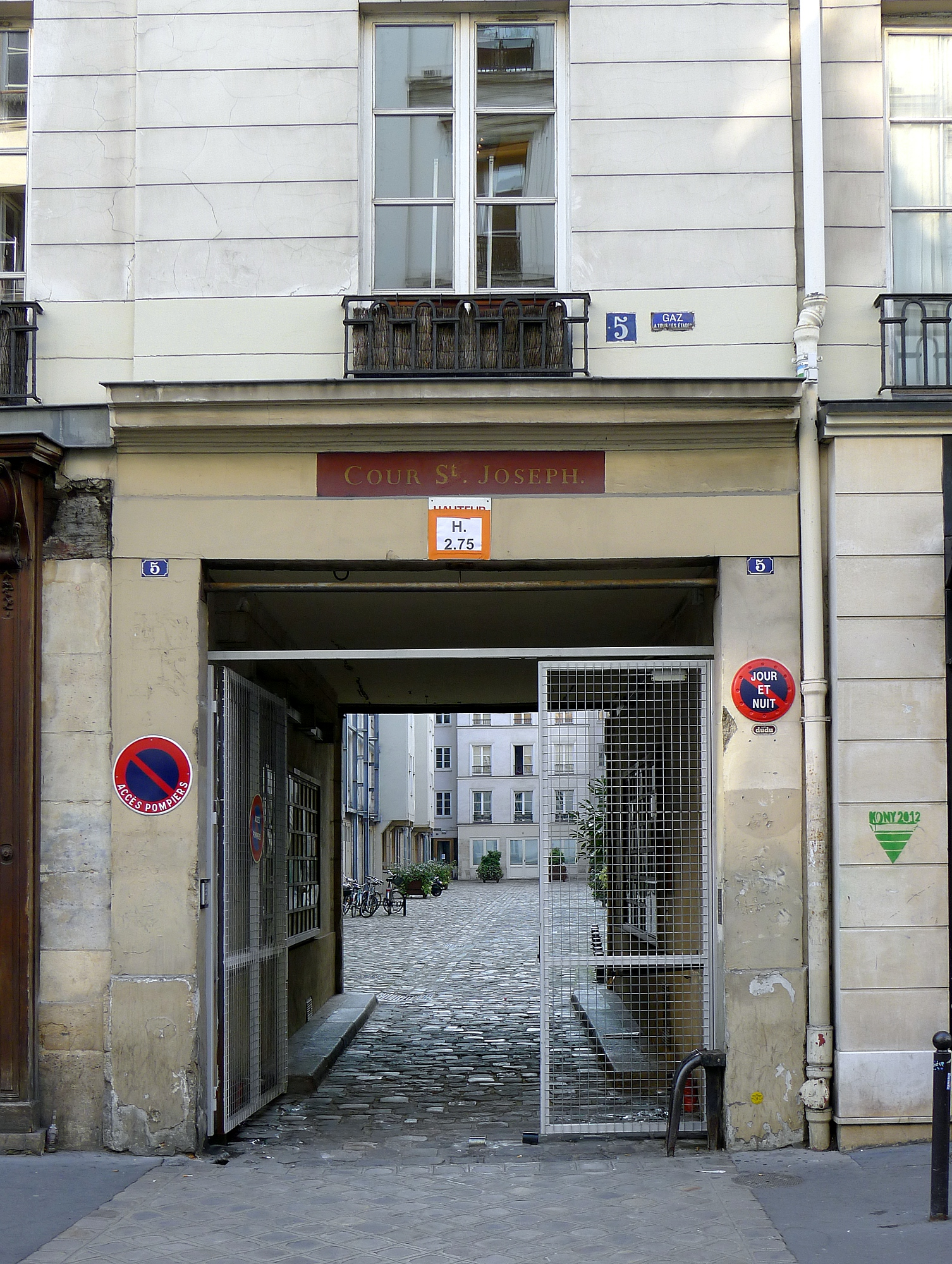
L'entrée de la cour Saint-Joseph au no 5, rue de Charonne.
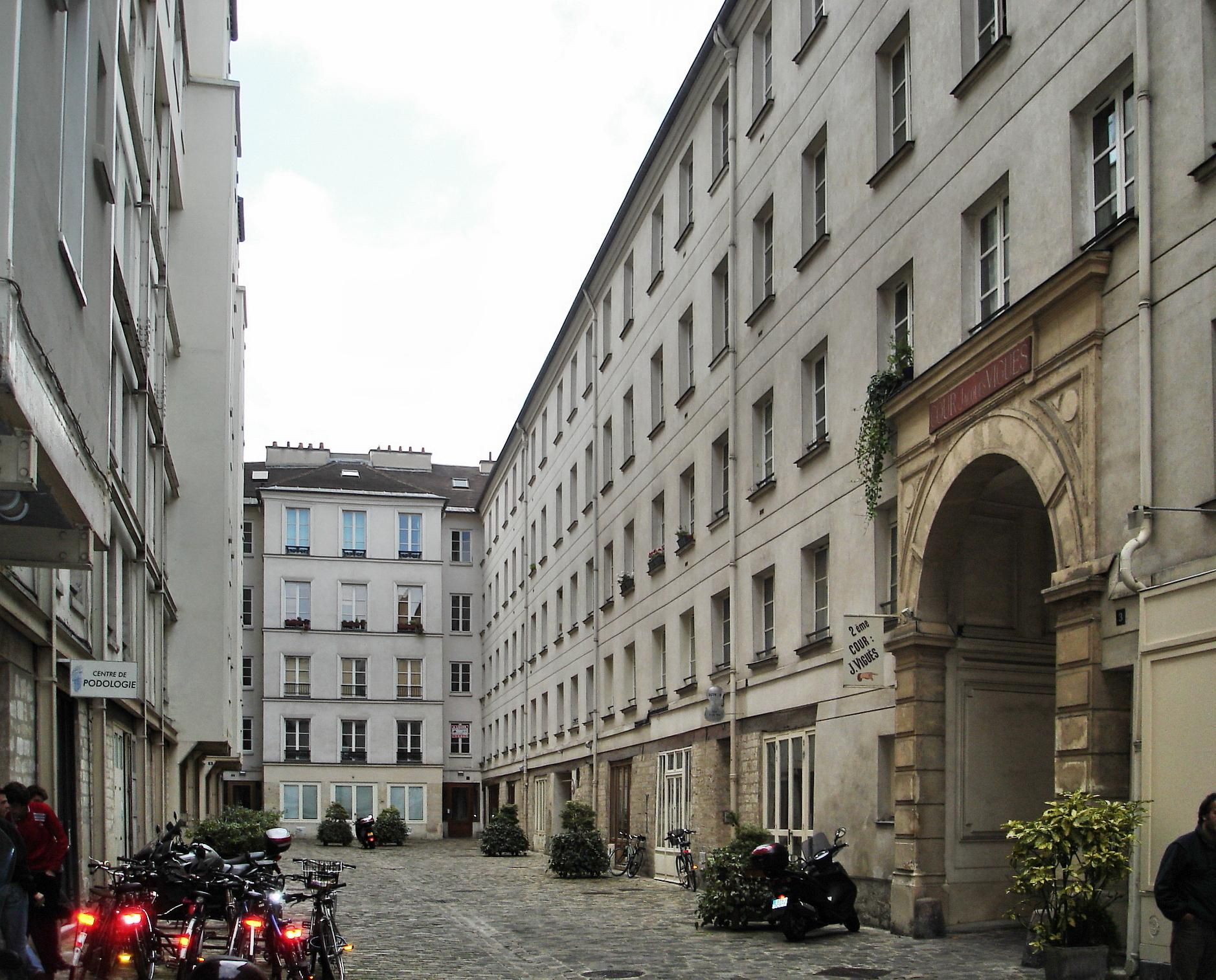
La cour Saint-Joseph.
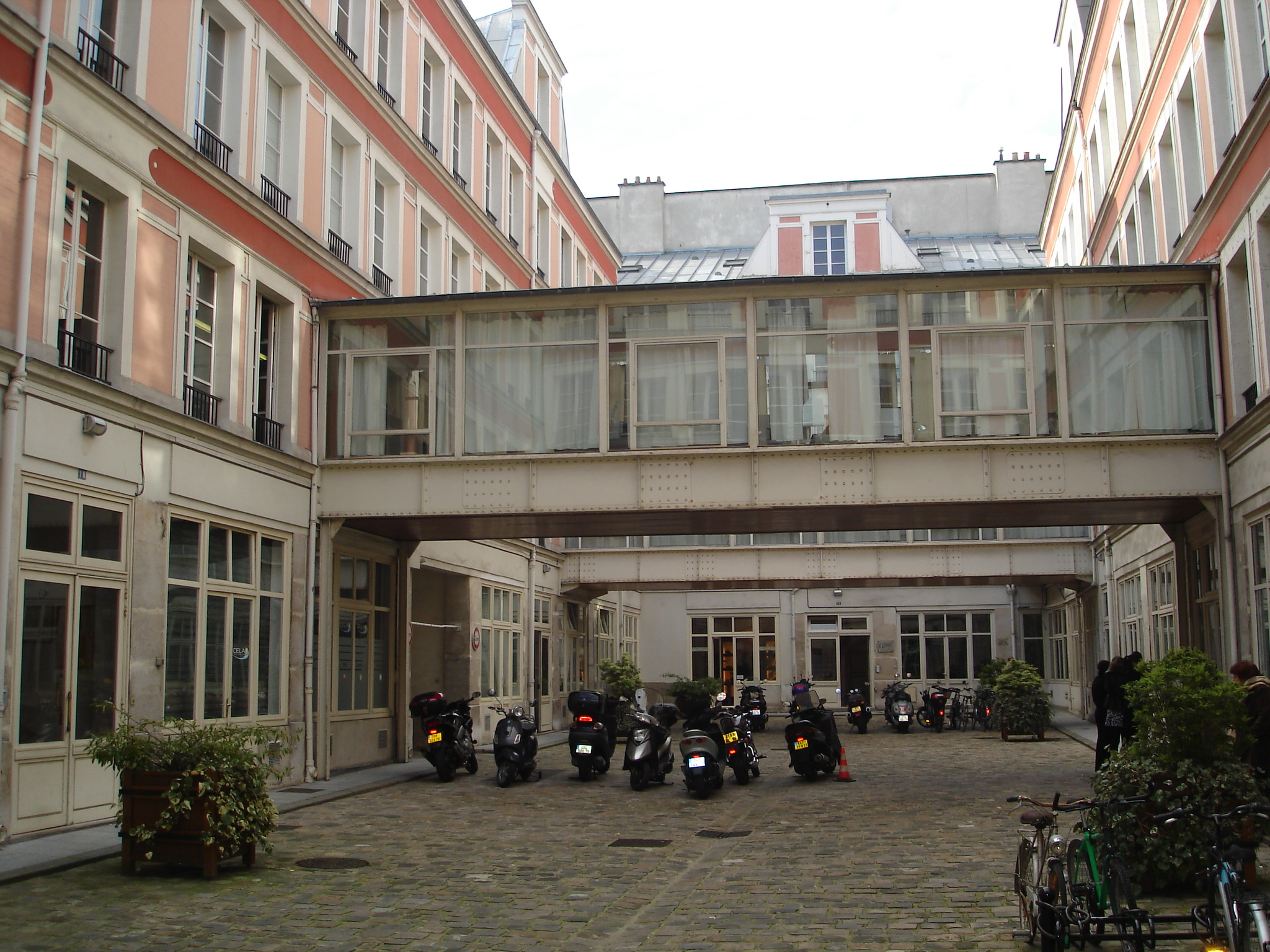
La cour Jacques-Viguès.

### Maisons anciennes
Aux nos 35 et 37, bâtiments anciens ; la porte du no 37 ouvre sur une voie privée, la cour Delépine.

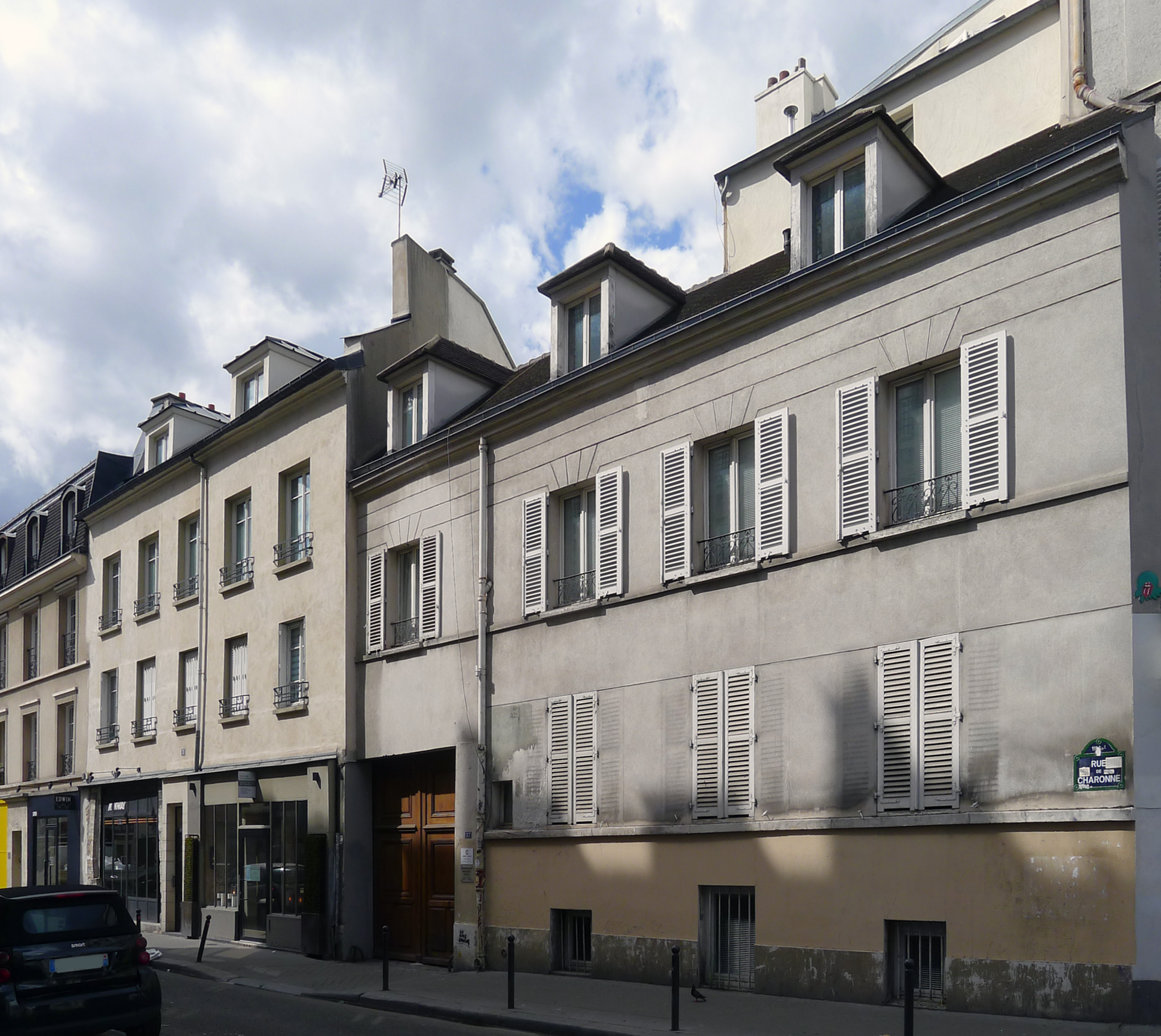
Les nos 35 et 37.
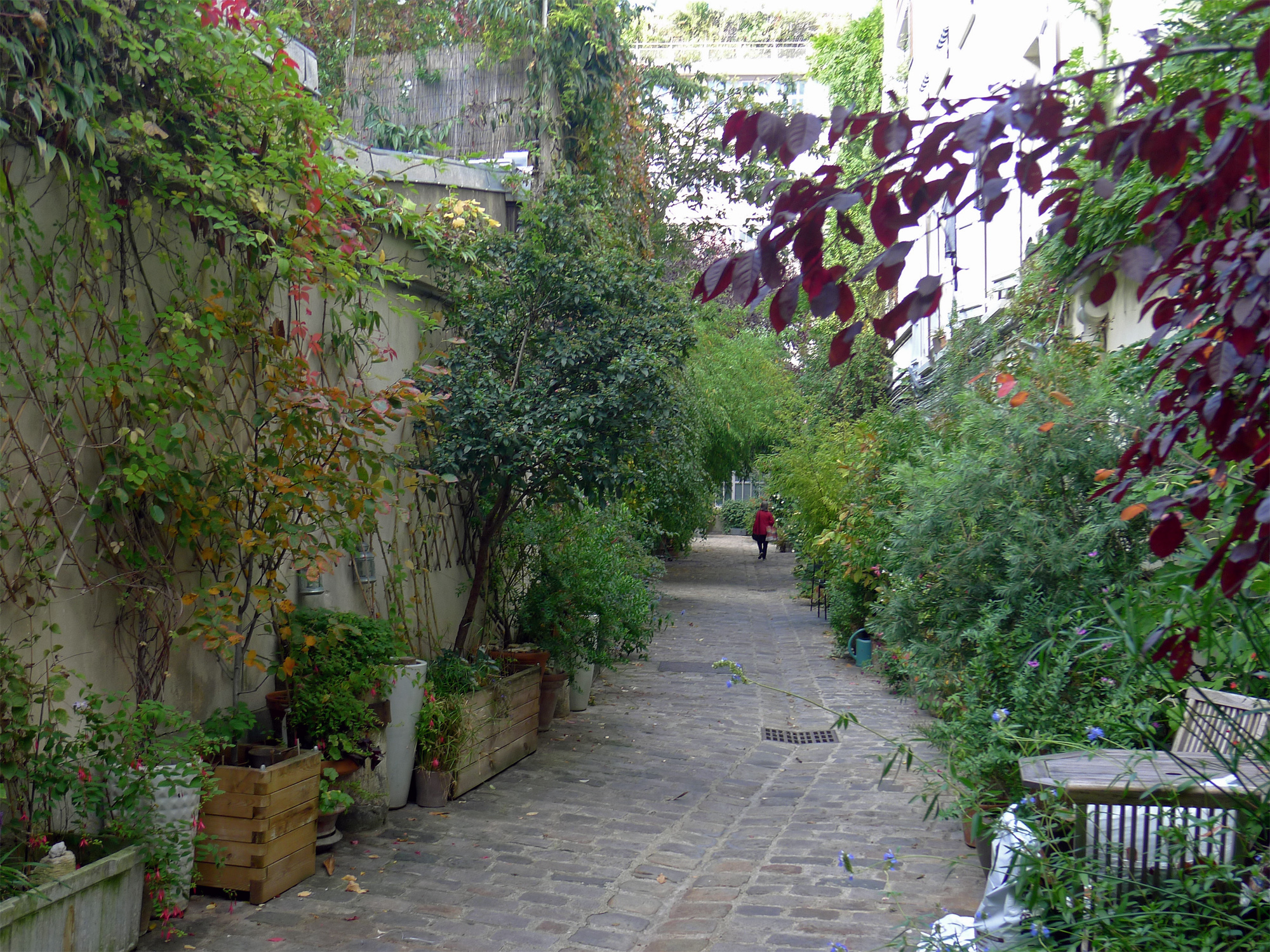
Le passage du no 37.

### Le Bistrot du peintre
Situé au rez-de-chaussée de l'immeuble construit par l'architecte Jules Galopin, en 1902, au 116, avenue Ledru-Rollin et faisant angle avec la rue de Charonne (à hauteur du 50), cet établissement existe déjà en 1905, sous l'enseigne originale À Jean Pierre, vins, liqueurs, bières, café, billard, encore visible sous la verrière. Dénommé successivement Le Carrefour puis La Palette Bastille, il s'appelle Le Bistrot du Peintre depuis 1997. Cette brasserie à l'ancienne possède une devanture en bois vernis de style Art nouveau et un décor intérieur en staff et céramique, dont deux figures de femmes en céramique.
L'ensemble est inscrit aux monuments historiques en date du 23 mai 1984.

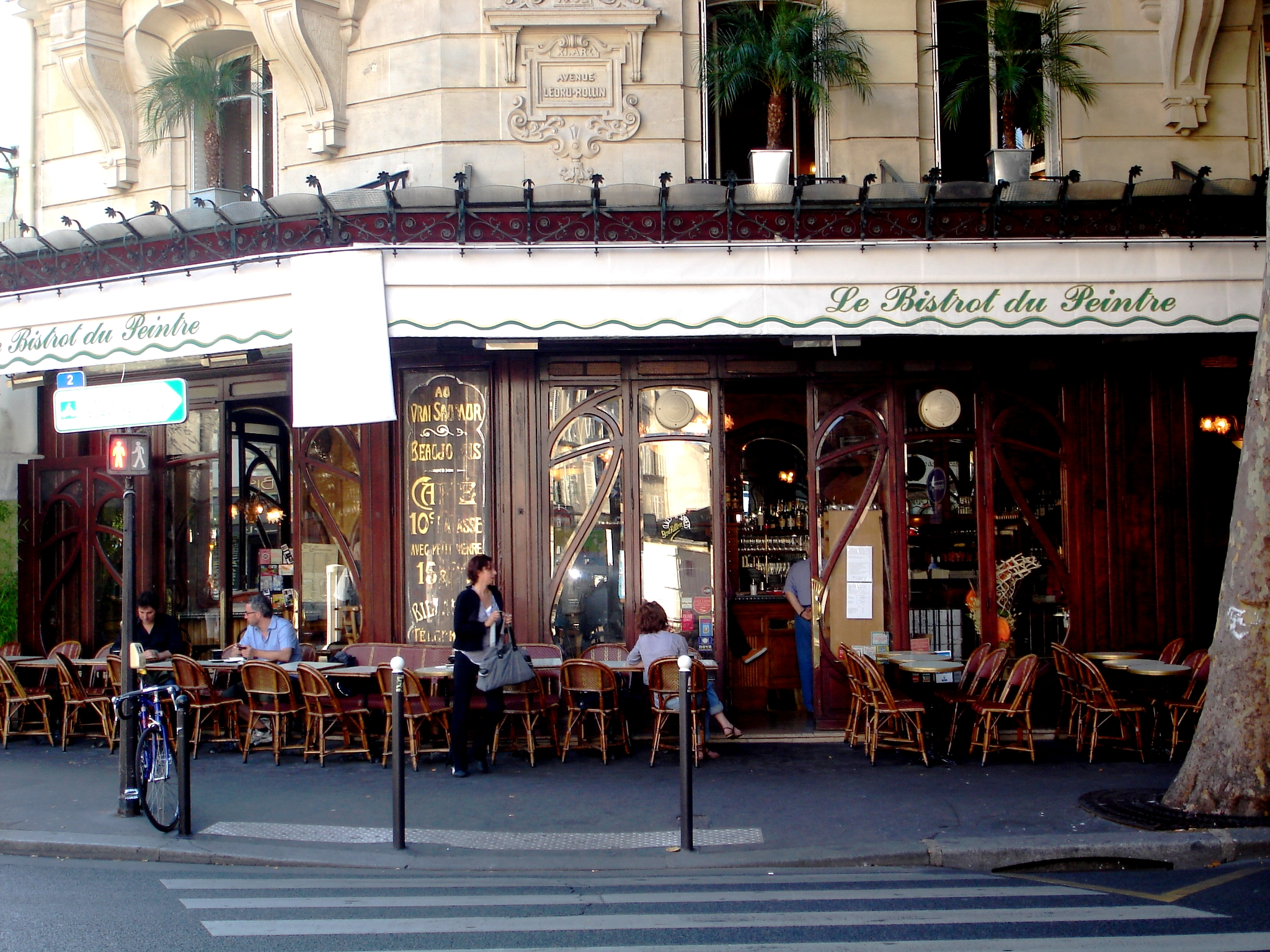
Vue générale de la brasserie.
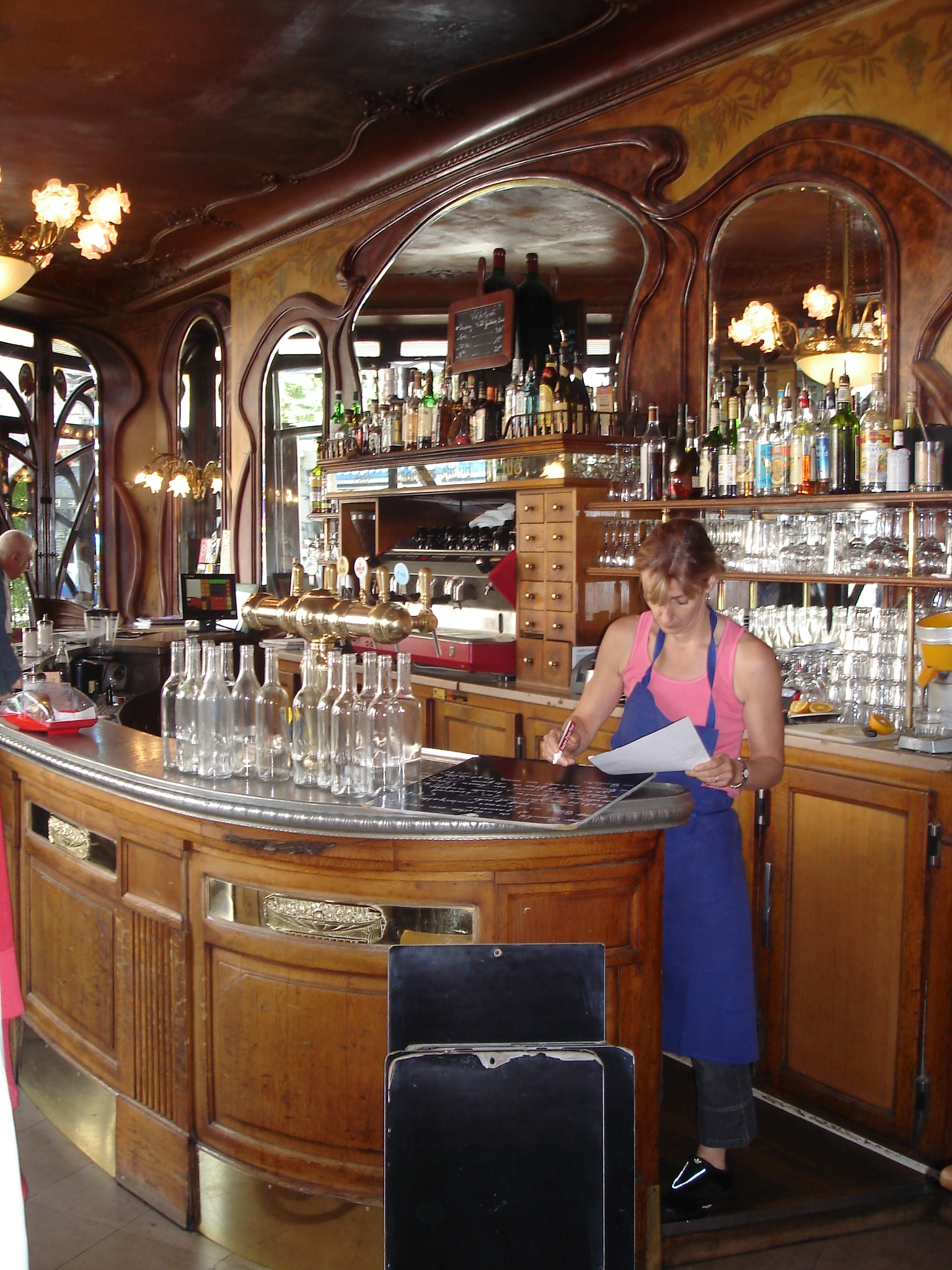
Le comptoir du Bistrot du peintre.
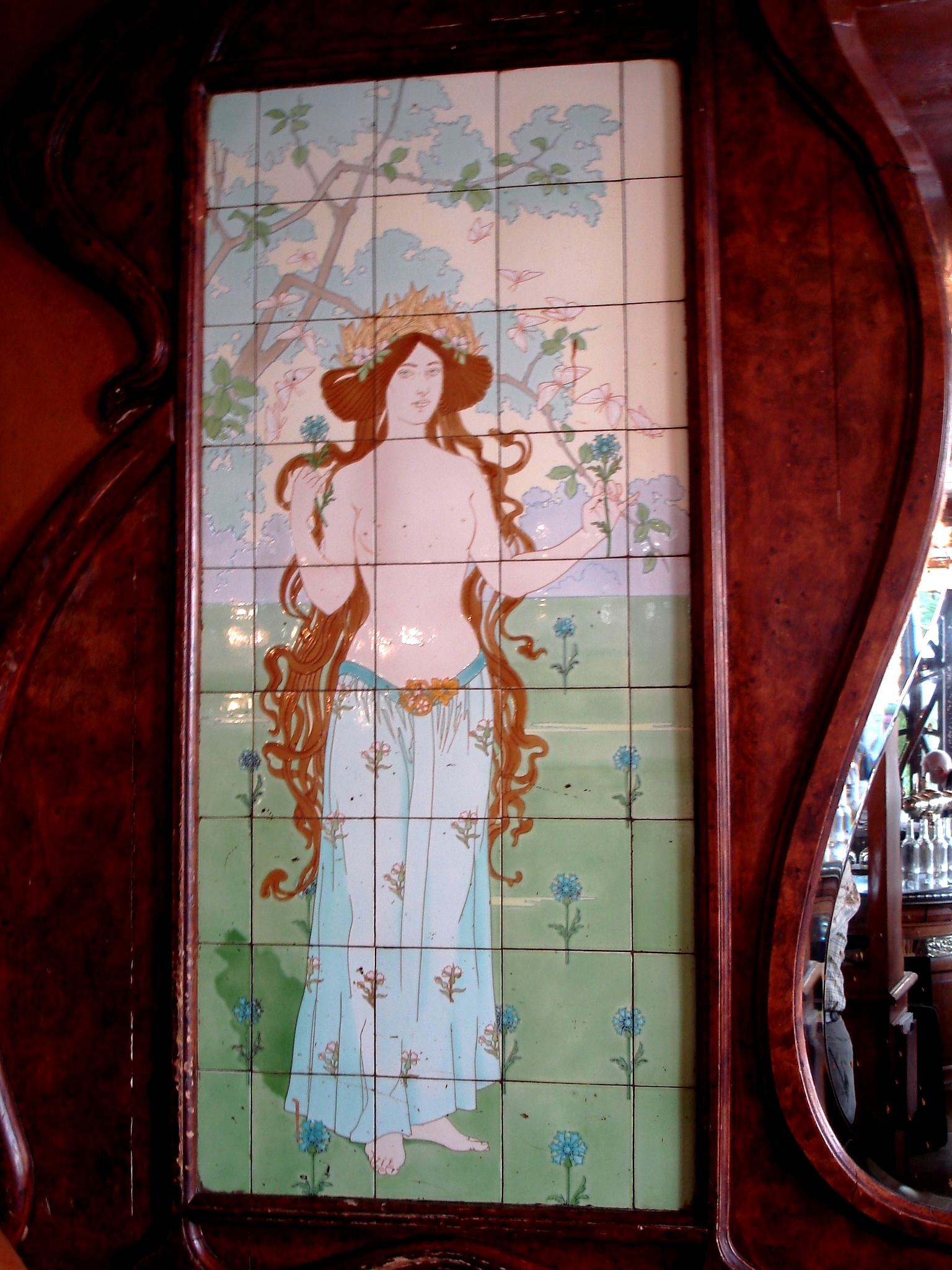
Panneau en céramique.

### Esplanade Gilles-Jacquier
L'esplanade située entre le 50 et le 56 de la rue de Charonne est nommée Esplanade Gilles-Jacquier en 2016, en hommage au journaliste Gilles Jacquier, qui habitait dans le quartier.

### Hôtel de Mortagne
L'hôtel de Mortagne, situé aux 51-53, rue de Charonne, a été construit en 1661 par l'architecte Pierre Delisle-Mansart, neveu de François Mansart, pour Jacques Nourry, chancelier du duc d'Orléans, et a tout d'abord porté le nom de folie Nourry. En 1711, cet hôtel particulier est la propriété du comte Antoine de Mortagne, premier écuyer de la duchesse d'Orléans.
Jacques de Vaucanson, inventeur et mécanicien célèbre, y réside de 1746 jusqu'à sa mort en 1782. C'est dans cet hôtel qu'il y construit une grande partie de ses automates, ainsi que de nombreux métiers à tisser la soie. À sa mort, il lègue au roi l'ensemble de ses machines. En 1783, Louis XVI achète l'hôtel de Mortagne pour y établir le Cabinet des mécaniques du roi, un musée industriel ouvert au public, l'ancêtre du musée des arts et métiers. Alexandre-Théophile Vandermonde, membre de l'Académie des sciences, conservateur de ce musée industriel de 1785 à 1792, l'enrichit de plus de cinq cents machines. Après transfert du musée en 1800 dans les bâtiments de l'ancien prieuré Saint-Martin-des-Champs, son site actuel, l'hôtel de Mortagne est mis en 1814 gracieusement à la disposition de Grégoire, inventeur d'une machine à tisser le velours, qui y installe sa manufacture.
L'hôtel est par la suite vendu par l'État, et connaitra de nombreux propriétaires avant de se retrouver fortement délabré dans les années 1960.
Sa restauration est entreprise à la suite de la vente de la partie du terrain donnant sur la rue de Charonne, où sera construit un immeuble d'habitation de six étages, obstruant totalement la vue de l'hôtel de la rue. Il reste cependant visible à partir du passage Charles-Dallery.
Les façades avant et arrière de l'hôtel de Mortagne sont inscrites aux monuments historiques en date du 19 octobre 1928. Un panneau Histoire de Paris rappelle l'histoire de cet hôtel aux numéros 51 et 53 de la rue de Charonne.

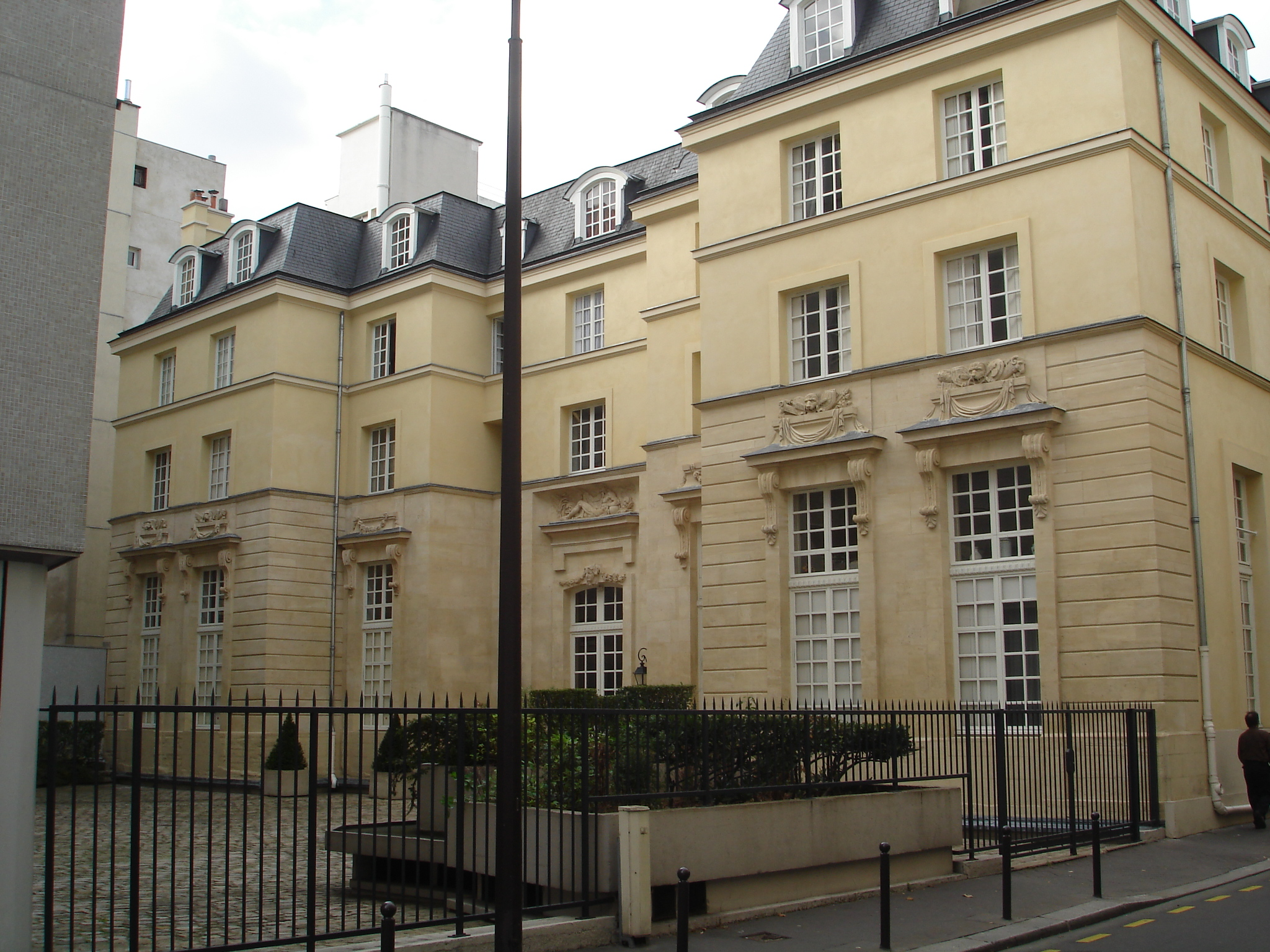
L'hôtel de Mortagne vu depuis le passage Charles-Dallery.
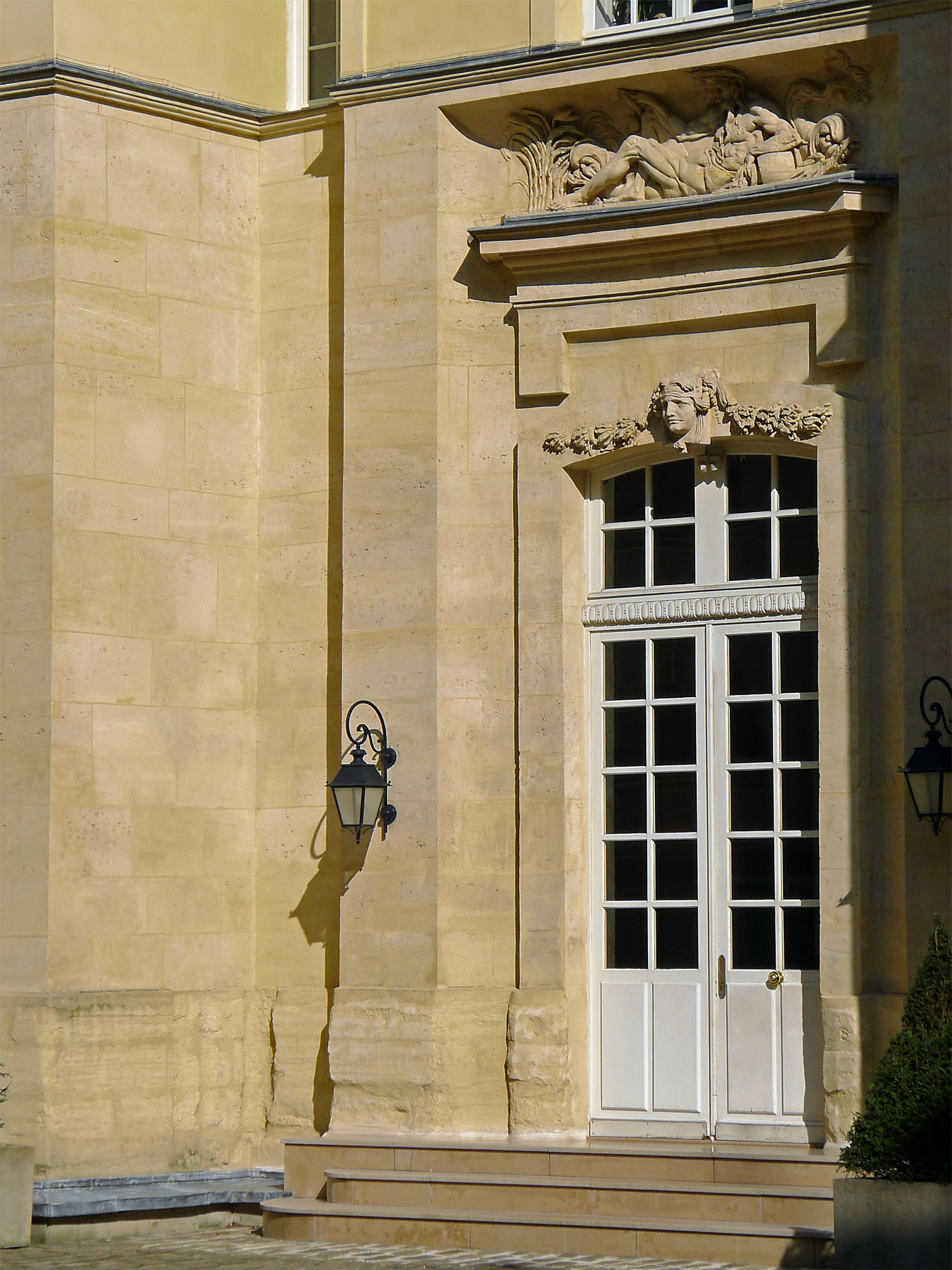
Porte d'entrée de l'hôtel de Mortagne.
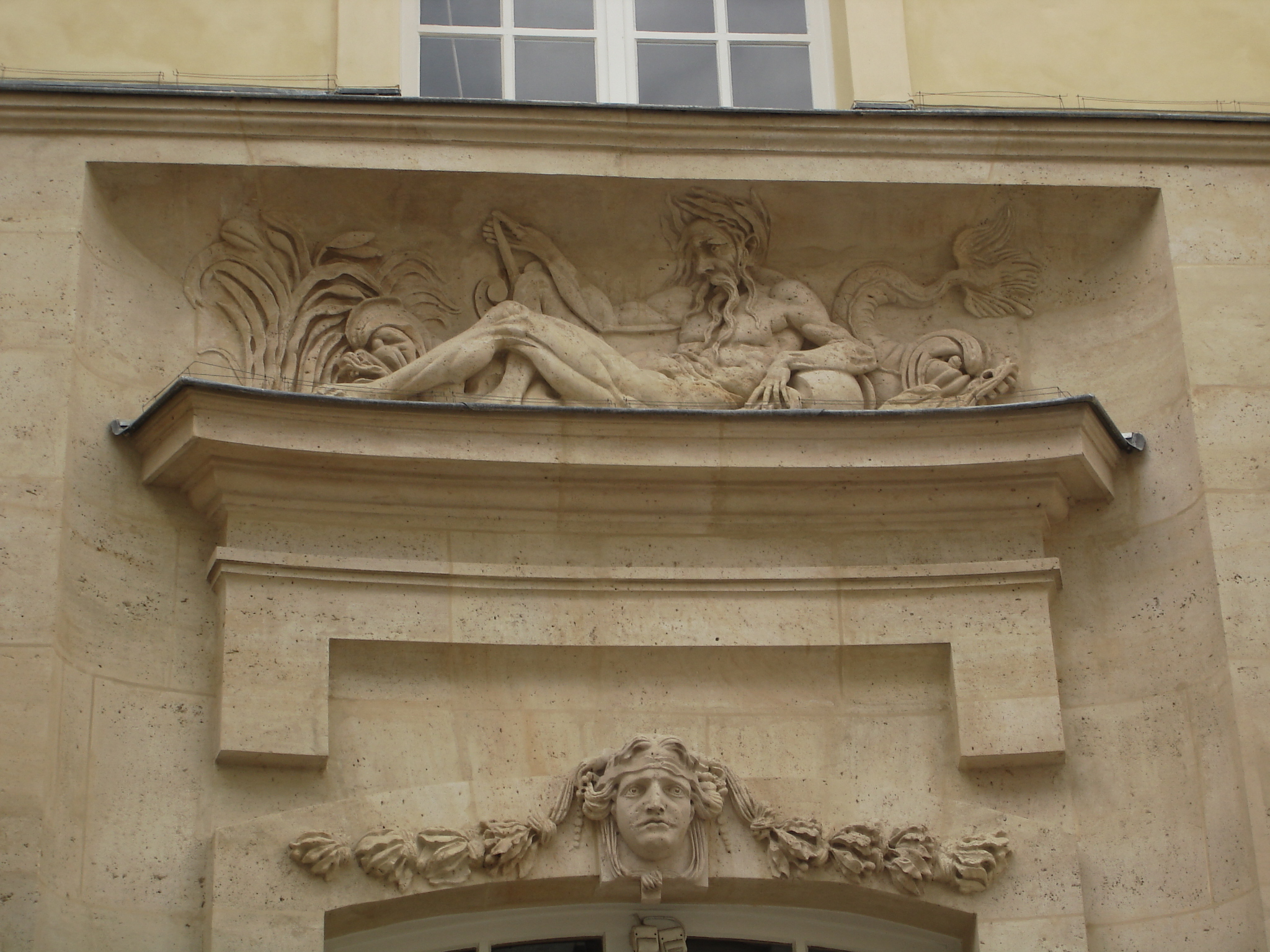
Bas-relief d'un « fleuve » et mascaron ornant la façade.

Diderot aurait situé une partie de son roman La Religieuse (1754) dans le cadre de l'hôtel de Mortagne[réf. nécessaire].

### Numéro 78, rue de Charonne

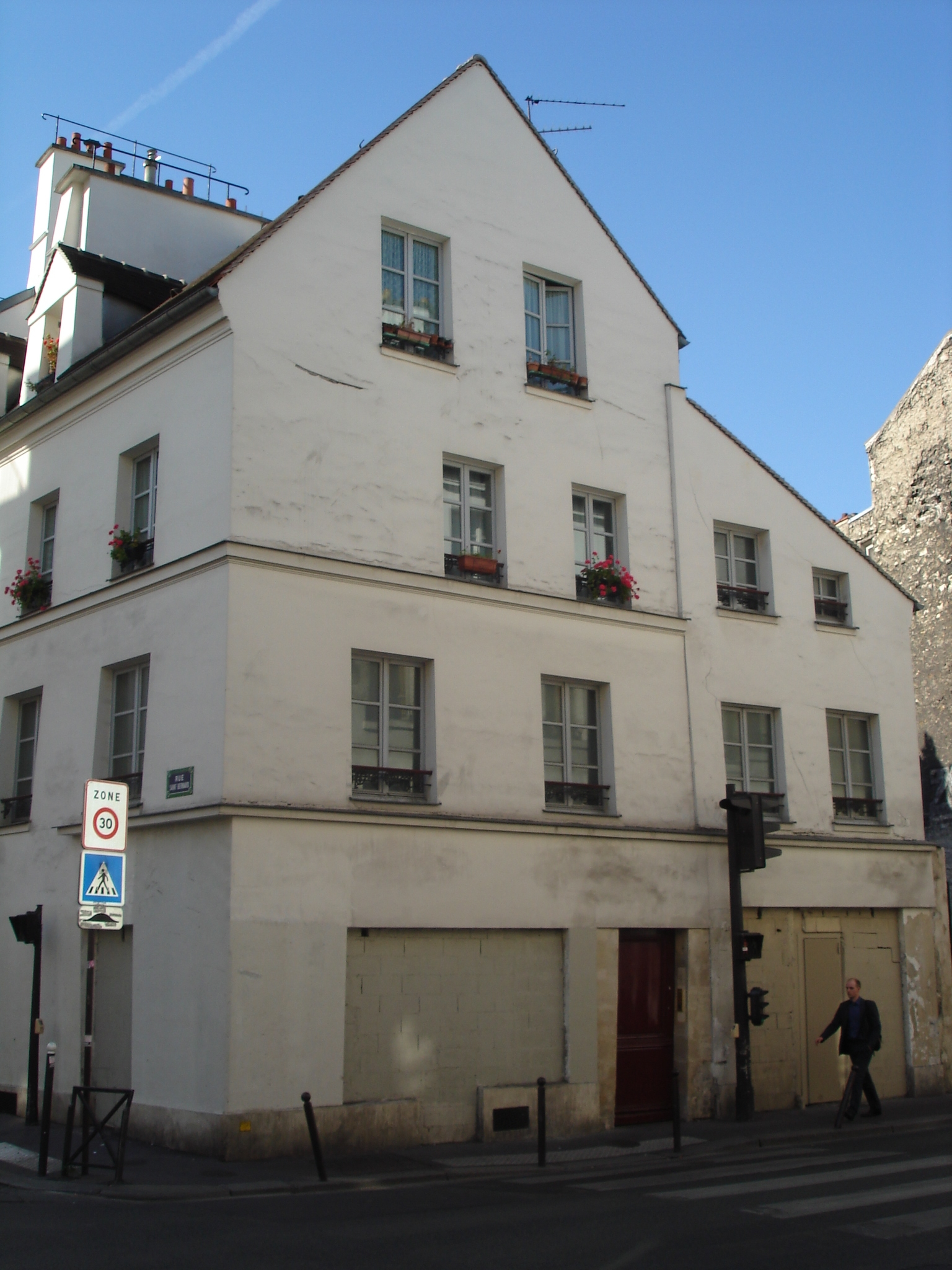
Maison du 78, rue de Charonne.

La maison du XVIIe siècle, située au 78, rue de Charonne, à l'angle avec la rue Saint-Bernard est décrite dans un document datant de 1642. À pignon et pans de bois, elle est typique des constructions de l'époque dans le faubourg Saint-Antoine. De deux étages sur rez-de-chaussée, elle a été inscrite à l'inventaire supplémentaire des monuments historiques par arrêté du 5 septembre 1997. Avec la maison du milieu du XVIIIe siècle qui lui fait pendant en face, au 69, rue de Charonne, à l'angle avec la rue Basfroi, elle constitue un ensemble urbain important caractéristique du faubourg d'autrefois.

### Le palais de la Femme
Le palais de la Femme est situé au 94, rue de Charonne, à l'intersection entre des rues de Charonne et Faidherbe. Cette immense résidence est la propriété de l'Armée du salut, qui accueille des femmes seules ou avec enfants. Comprenant 300 studios, elle est entièrement rénovée en 2009. Un centre d'hébergement d'urgence de 50 studios est en cours de réalisation afin de recevoir des femmes en grande difficulté pour leur permettre de s'abriter et de se rétablir.
Le palais de la Femme est construit sur le terrain de l'ancien couvent des Filles de la Croix, couvent de dominicaines établi en 1641 sur un terrain de 42 hectares. Expulsées en 1792 pendant la Révolution, les religieuses ne reviennent sur les lieux en 1825 que comme simple locataires. Le couvent ferme en 1904 et est démoli en 1906.
En 1910, les architectes Labussière et Longerey édifient pour la fondation Groupe des maisons ouvrières, financée discrètement par madame Amicie Lebaudy, le bâtiment actuel qui sert d'hôtel populaire pour hommes célibataires. Le bâtiment comprend alors 743 chambres et occupe une surface au sol de 3 700 mètres2. Le foyer se vide en 1914, quand ces hommes célibataires sont mobilisés et envoyés au front. Le bâtiment se transforme alors en hôpital de guerre. Puis de 1919 à 1924, le ministère des Pensions y installe ses bureaux.
L'Armée du salut décide alors d'acquérir le bâtiment et lance, en janvier 1926, une grande campagne de souscription pour réunir la somme de onze millions de francs papier de l'époque nécessaire à l'achat. Les donateurs pourront avoir leur nom inscrit sur une plaque apposée sur la porte d'une des 630 chambrettes. Le palais de la Femme est officiellement inauguré le 23 juin 1926.
En juillet 2006, le bâtiment entame une profonde réhabilitation et l'ouverture officielle des travaux se déroule le 6 novembre 2007. Ceux-ci se terminent au début de l'été [2009.
Le bâtiment est inscrit aux monuments historiques en date du 25 juin 2003. Les éléments protégés comprennent le vestibule, l'escalier, le restaurant, le salon de thé, la bibliothèque, les décors intérieurs et l'élévation. Les pièces au rez-de-chaussée possèdent des décors de vitraux photographiques ou de céramiques. L'extérieur du bâtiment est formé d'un rez-de-chaussée en pierres meulières, et de quatre étages en briques orange, avec des décors en briques colorées et en céramique. Un bas-relief orne le porche de l'entrée centrale.
En 2009, le prix de location d'une studette de 12 mètres carrés, sans kitchenette, y est de 413 euros par mois. Comme la rénovation, dont le montant s'est élevé à 117 millions d'euros, a été en partie subventionnée par l'État, la ville de Paris et la Région Île-de-France, différentes associations et partis de gauche se plaignent des prix pratiqués par l'Armée du salut,.

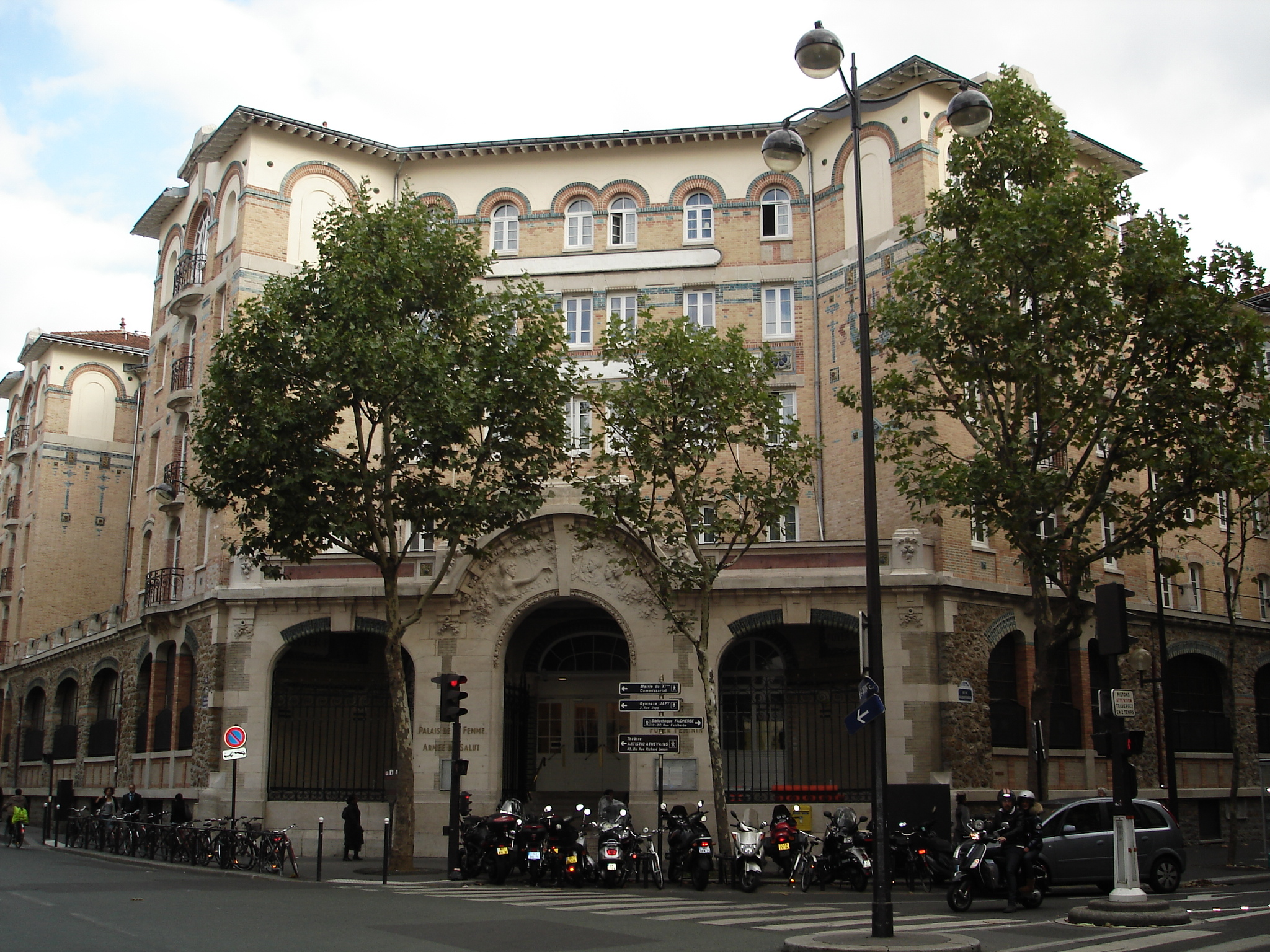
Vue générale de l'entrée principale.
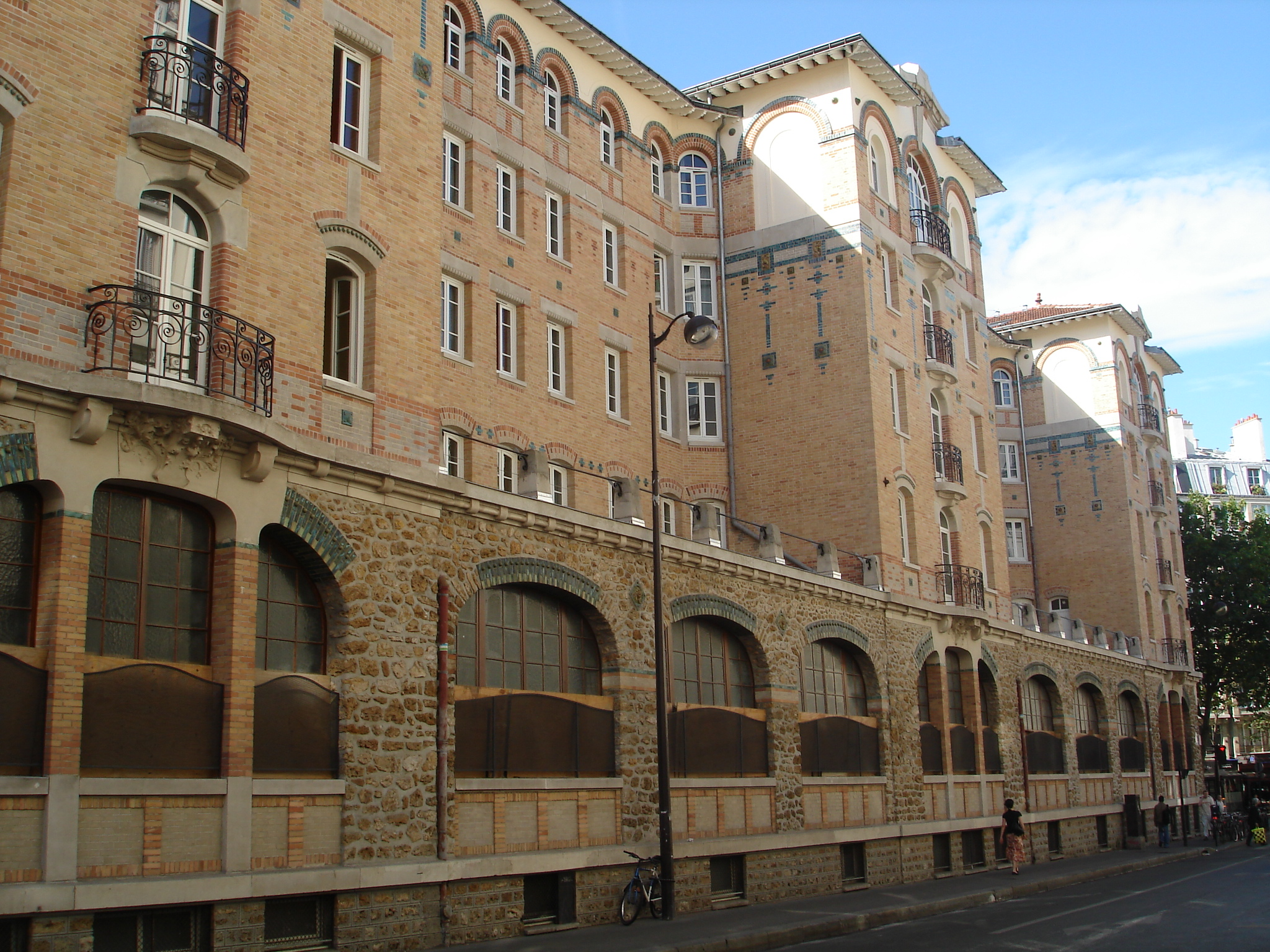
Vue générale, côté rue de Charonne.
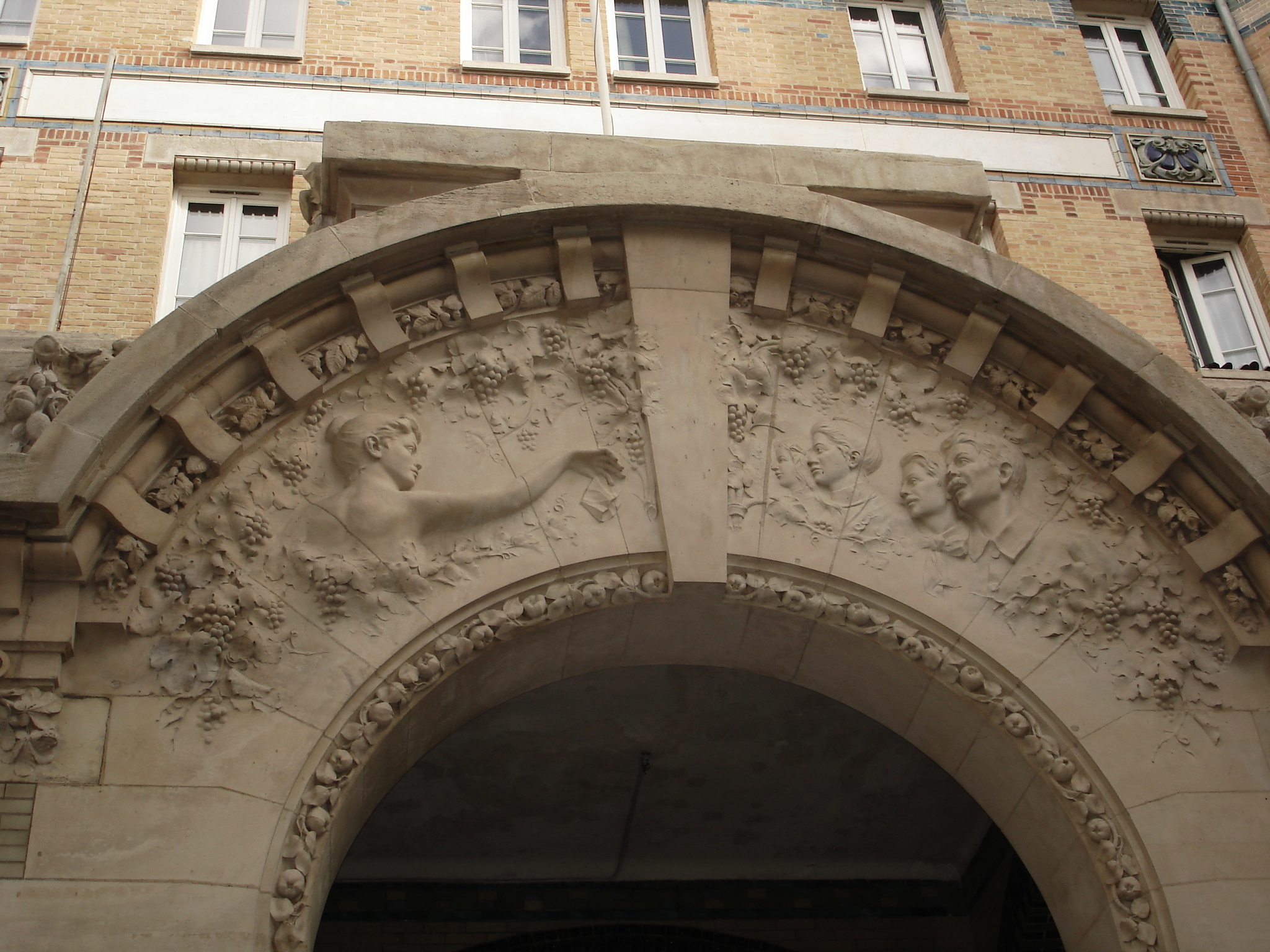
Bas-relief ornant le fronton de l'entrée principale.
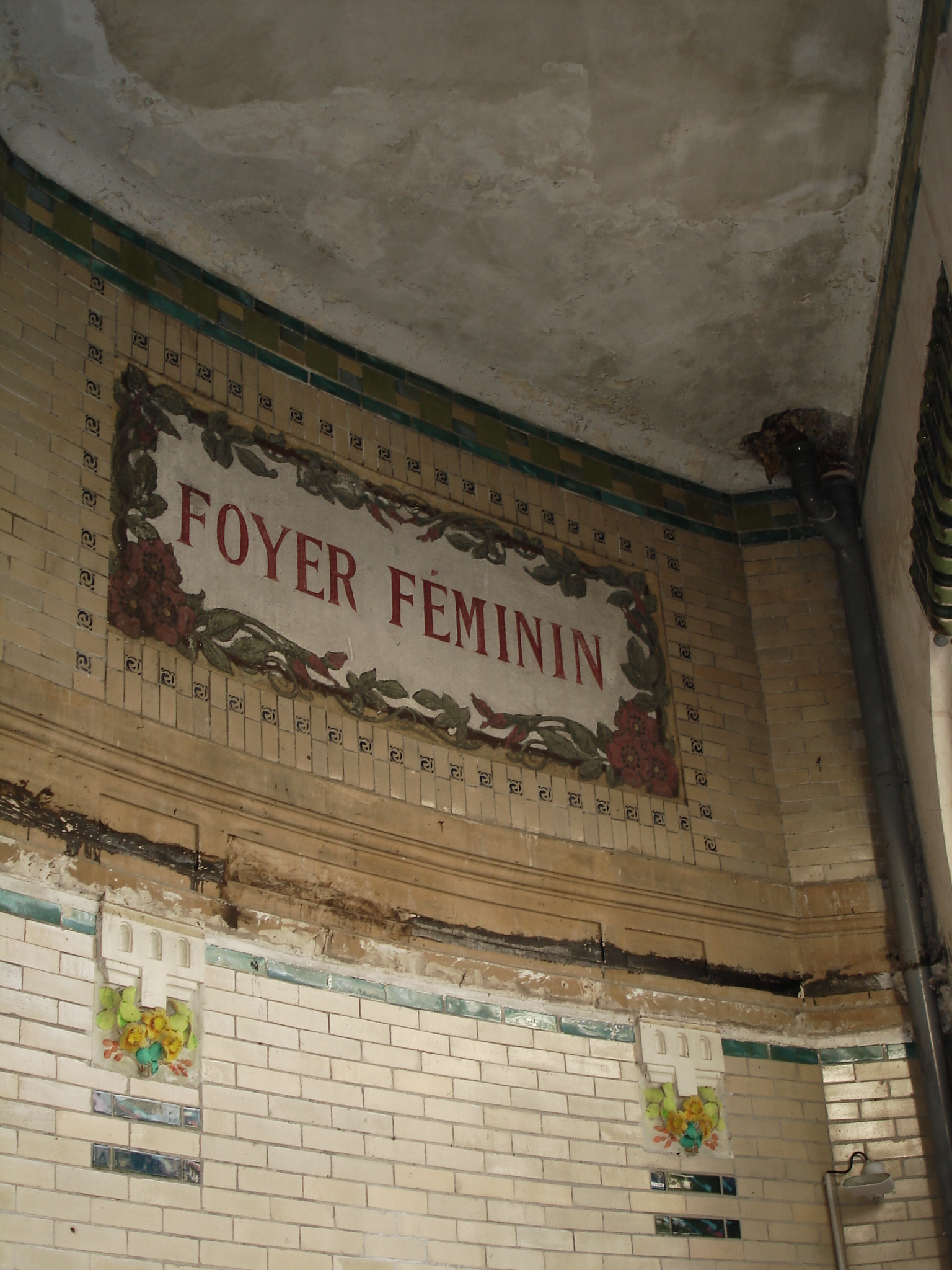
Mur en céramique dans le porche de l'entrée.
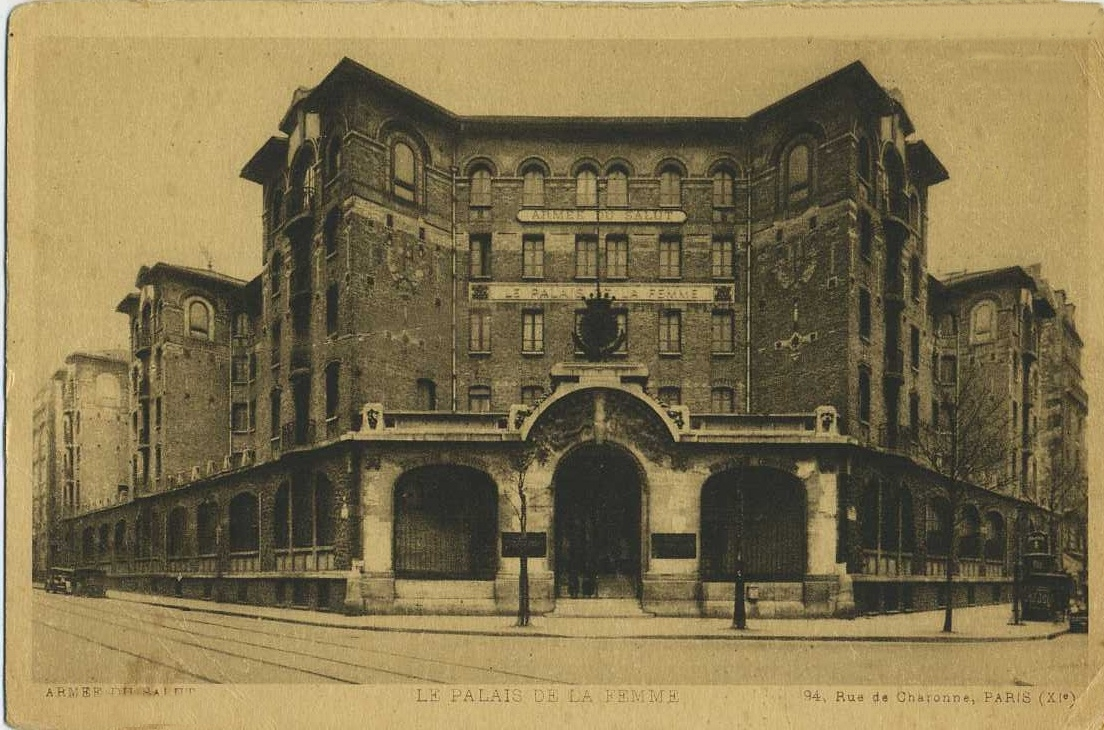
Le palais de la Femme, carte postale vers 1920.

### L'ancien couvent des bénédictines du Bon-Secours

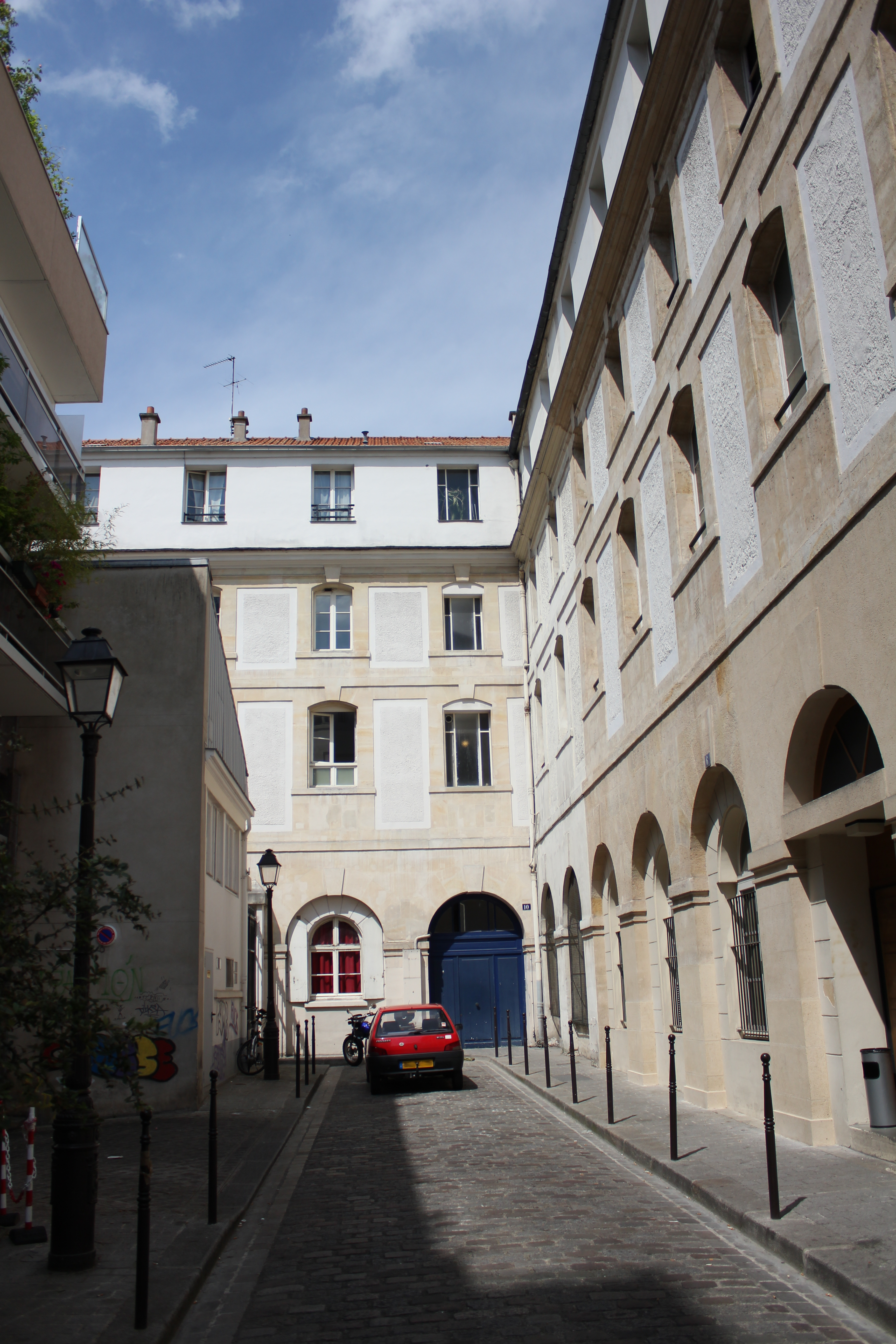
Vue de l'impasse Bon-Secours de l'ancien couvent des Bénédictines du Bon-Secours.

Les vestiges du couvent des bénédictines du Bon-Secours se situent aux 99-101, rue de Charonne.
Le prieuré, fondé en 1648 par Claude de Bouchavanne, veuve de Viguier, conseiller du roi, est fermé en 1790. Le couvent, agrandi et remanié par Victor Louis au XVIIe siècle, et l'ensemble des terrains d'une superficie de 13 502 mètres2, deviennent biens nationaux. Ils sont vendus par l'État en deux en 1800 et 1801.
Achetés par les industriels Richard et Lenoir, les bâtiments sont transformés en filature de coton. Mais les événements politiques vont entrainer la ruine de la manufacture. En 1832, y est installée l'École des arts industriels et du commerce. En 1846, les bâtiments sont transformés en hospice, puis en 1848 ils deviennent la propriété de madame Ledru-Rollin qui les cède à la ville de Paris. En 1863, ils sont loués à une église protestante.
Sont démolis par des promoteurs immobiliers la chapelle en 1937 et le porche de Victor Louis en 1971. Les façades, les toitures ainsi que les deux parquets en marqueterie, seuls vestiges du couvent d'origine, sont inscrits aux monuments historiques en date du 17 septembre 1973.

### L'ancien couvent de la Madeleine de Traisnel

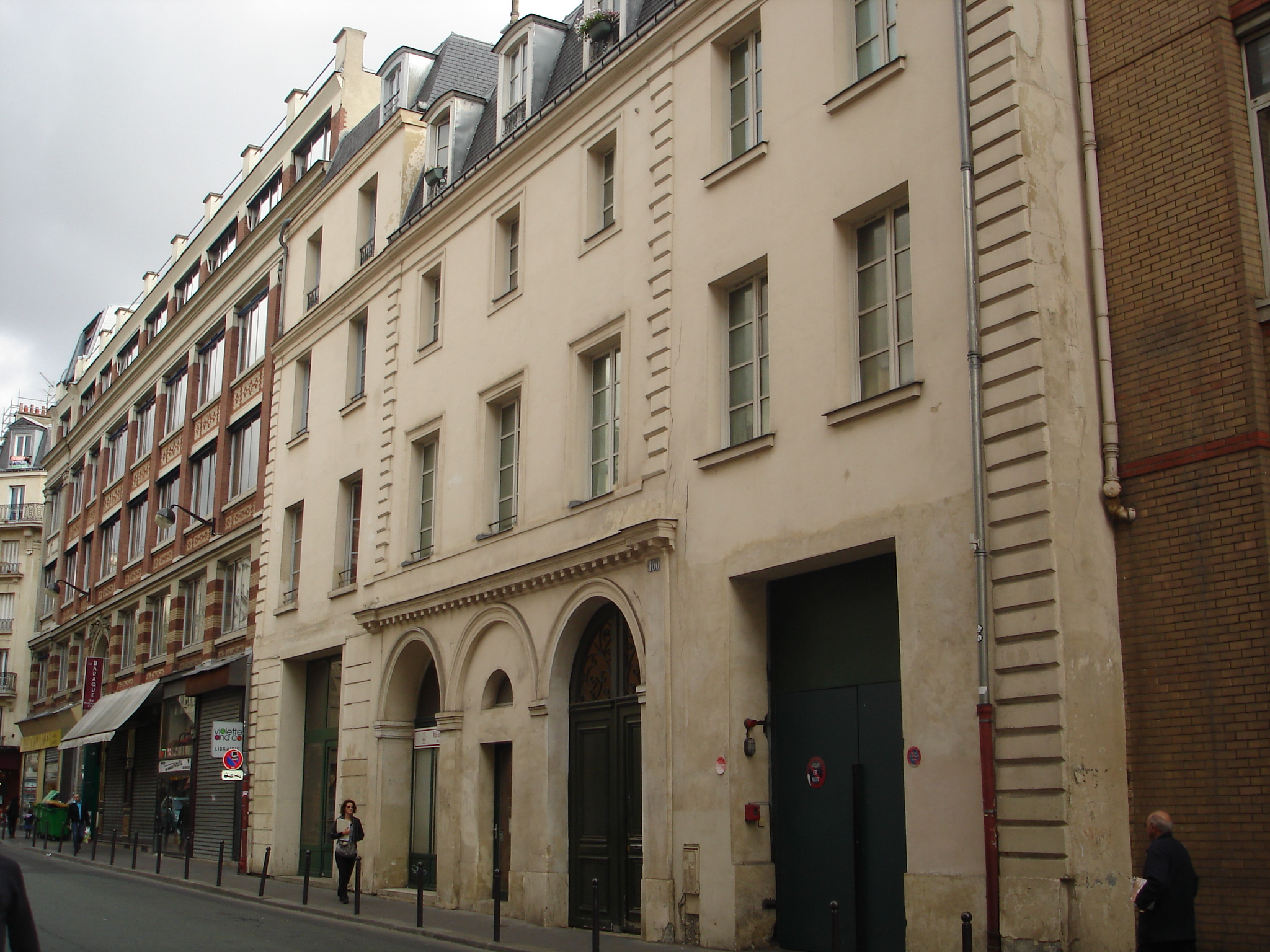
Vue de la rue de Charonne de l'ancien couvent de la Madeleine de Traisnel.

Au 100, rue de Charonne se trouvent les vestiges du couvent de la Madeleine de Traisnel, bâtiments du XVIIe siècle, remaniés au XVIIIe par Jean-Sylvain Cartaud, maître de l'œuvre, puis transformés plus tard en locaux industriels. Les trois corps de bâtiment restants sur la première cour avec leurs caves, la nef de la chapelle coupée en deux plans et un escalier à balustres de bois datant du XVIIe siècle, sont inscrits aux monuments historiques en date du 30 avril 1990.
La communauté religieuse de la Madeleine de Traisnel a été fondée en 1142 à Traisnel en Champagne, par un prêtre du nom de Gondri (ou Gundricus) avec la protection d'Anseau Ier, seigneur de Traisnel. Lors des guerres de religion, les religieuses quittent la région devenue peu sûre, et trouvent refuge en 1629 à Melun. Mais en 1652, elles sont de nouveau obligées de s'enfuir, et se réfugient cette fois-ci dans la capitale, où elles achètent un terrain dans le faubourg Saint-Antoine, au lieu-dit de la Croix-Fauxbin. Le 20 avril 1664, la reine Anne d'Autriche pose la première pierre de la chapelle située dans le jardin, et donne la somme de 9 000 livres pour sa construction. Les terres du couvent couvrent une surface d'environ 42 hectares.
Le lieutenant général de police puis garde des sceaux, Marc-René d'Argenson, y fait souvent une retraite et figure parmi ses plus généreux bienfaiteurs. Il fait construire de nouveaux bâtiments, décorer la chapelle et offre de nouvelles ressources au couvent. Selon sa volonté, son cœur est déposé dans la chapelle de Saint-René. La duchesse d'Orléans, fille du régent et veuve du roi d'Espagne Louis Ier, s'y retire et sera enterrée en son cimetière en 1742.
En 1724, les religieuses ouvrent un petit commerce d'eau de toilette à la lavande. En 1790, les bâtiments du couvent, qui s'étalent sur une superficie de 16 153 mètres2, sont confisqués et deviennent propriété nationale. L'ensemble est vendu le 5 brumaire an X,. En 1801, le couvent de la Madeleine de Traisnel est transformé en filature et atelier de tissage par Richard et Lenoir qui occupent déjà l'ancien couvent du Bon-Secours, situé juste en face. En 1871, pendant la Commune, le couvent devient le siège du Club révolutionnaire.
Cet établissement aura parfois une réputation sulfureuse. Le couvent est riche et les novices bien jeunes, aussi Alexandre Dumas, dans son roman Le Chevalier d'Harmental (1843) se déroulant sous la Régence, décrit le couvent comme un lieu de débauche. Le lieutenant de police d'Argenson se fait construire une maison mitoyenne au couvent, avec une porte dérobée pour pouvoir y pénétrer à toute heure et y passer ses soirées
Jean-Baptiste Grenouille, le héros du roman Le Parfum de Patrick Süskind, passe toute sa petite enfance rue de Charonne, au voisinage du couvent de Sainte-Madeleine-de-Traisnel.

### Usine à gaz
Au no 104 se situait une usine de gaz d'éclairage, qui sera la dernière à fermer à Paris.

### Immeuble plat
Angle no 44 rue de Charonne et no 113 avenue Ledru-Rollin : « immeuble plat » dû à la démolition de l'une de ses parties .

### La pension Belhomme
Le menuisier Jacques Belhomme héberge des fous dans sa pension située aux 157-161, rue de Charonne (à l'époque au 7), quand éclate la Révolution. On suppose qu'en s'acoquinant avec Fouquier-Tinville, accusateur public du Tribunal révolutionnaire, à qui il devait reverser une partie des sommes perçues, le soi-disant « docteur » Belhomme peut héberger dans sa pension des nobles en leur faisant payer la somme exorbitante de mille livres par mois et leur permettre ainsi d'échapper à la guillotine.
Ce bâtiment de la fin du XVIIIe siècle, inscrit aux monuments historiques, a été détruit en 1972. À sa place a été construit un immeuble moderne. Seul subsiste le parc de la pension, transformé en jardin public et, à l'arrière, un pavillon néoclassique flanqué de deux ailes, utilisé par la ville de Paris comme centre d'action sociale pour les seniors.

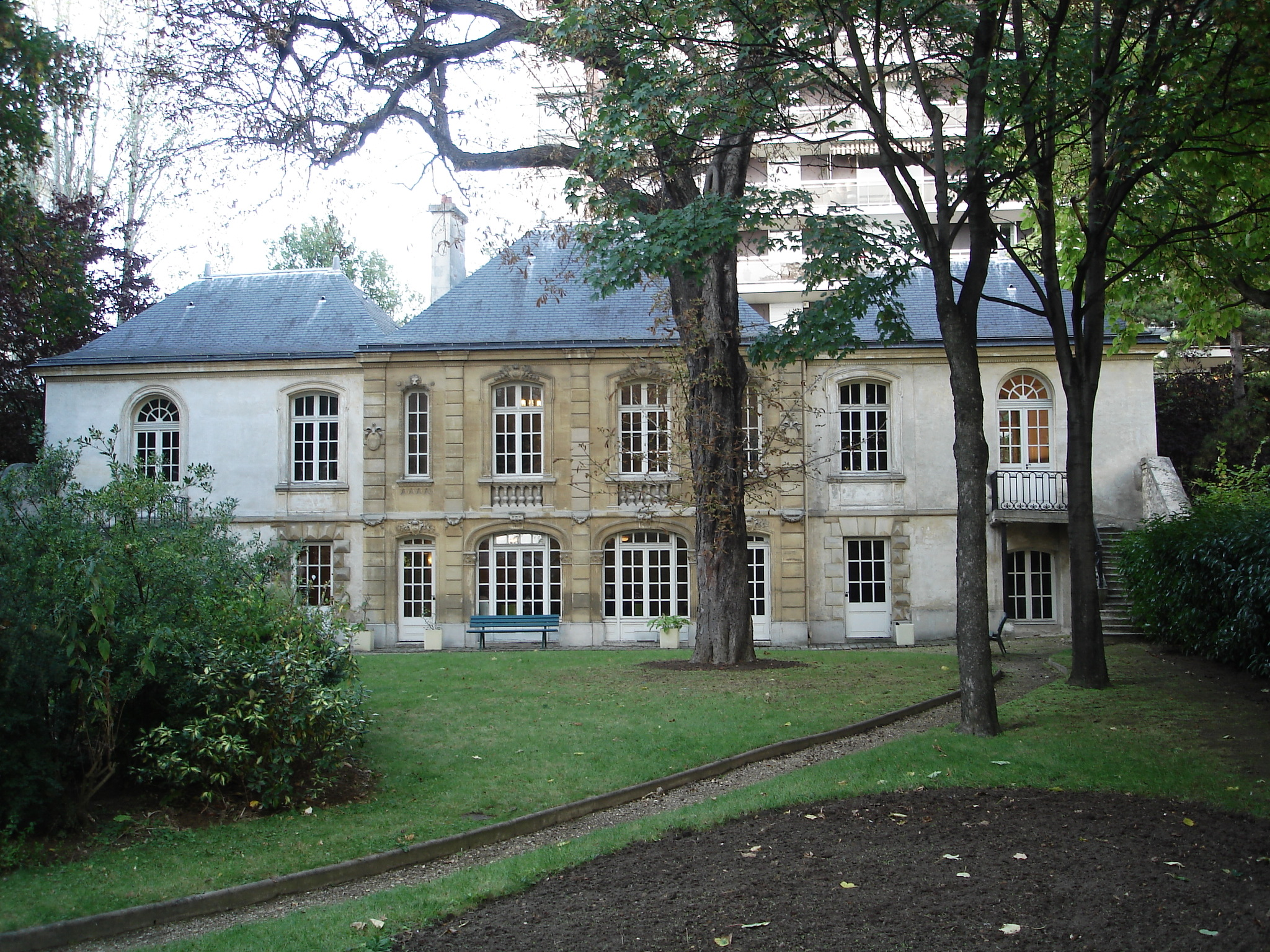
Un pavillon de la pension Belhomme
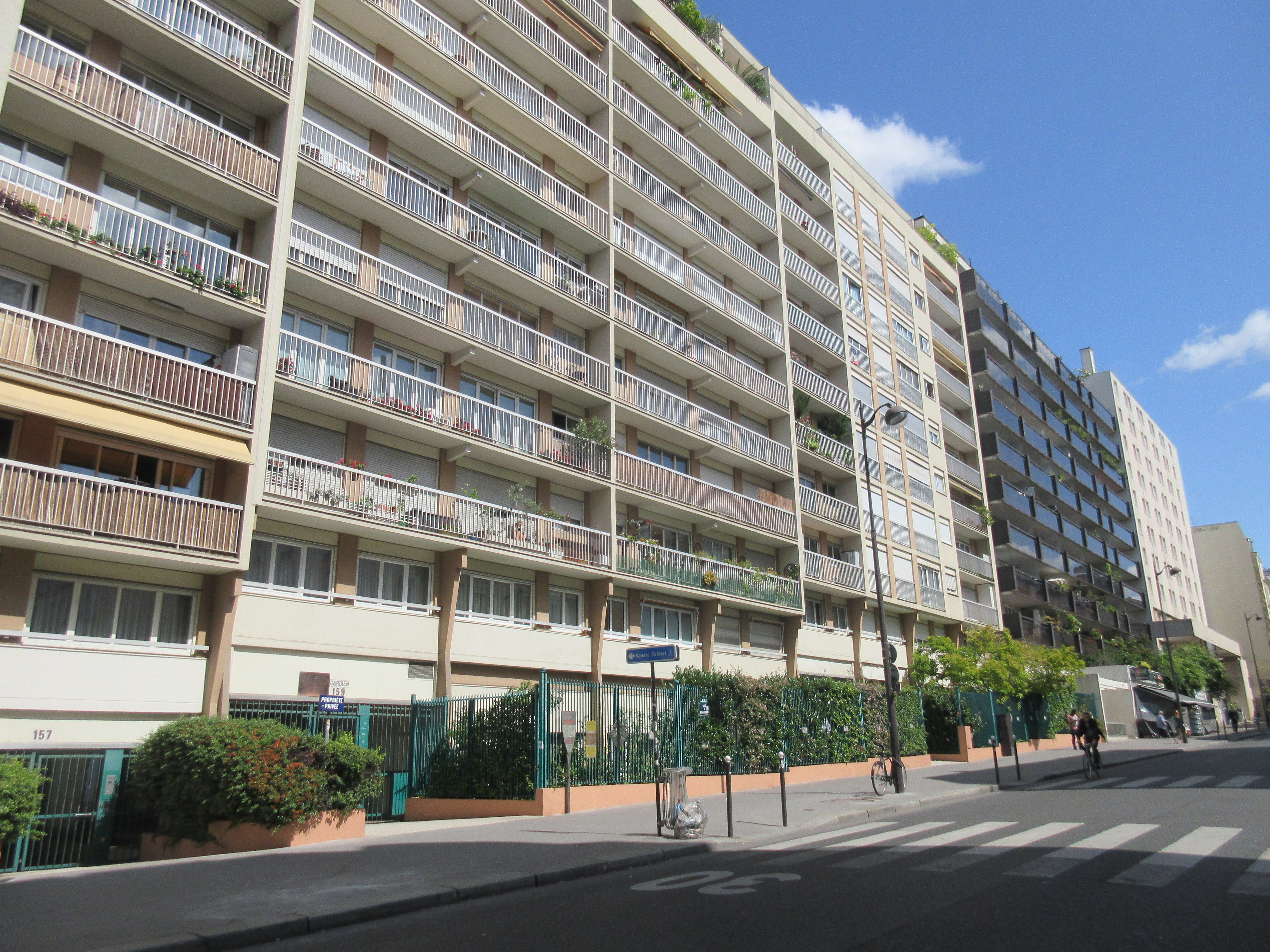
Les 157, 159, 161... rue de Charonne
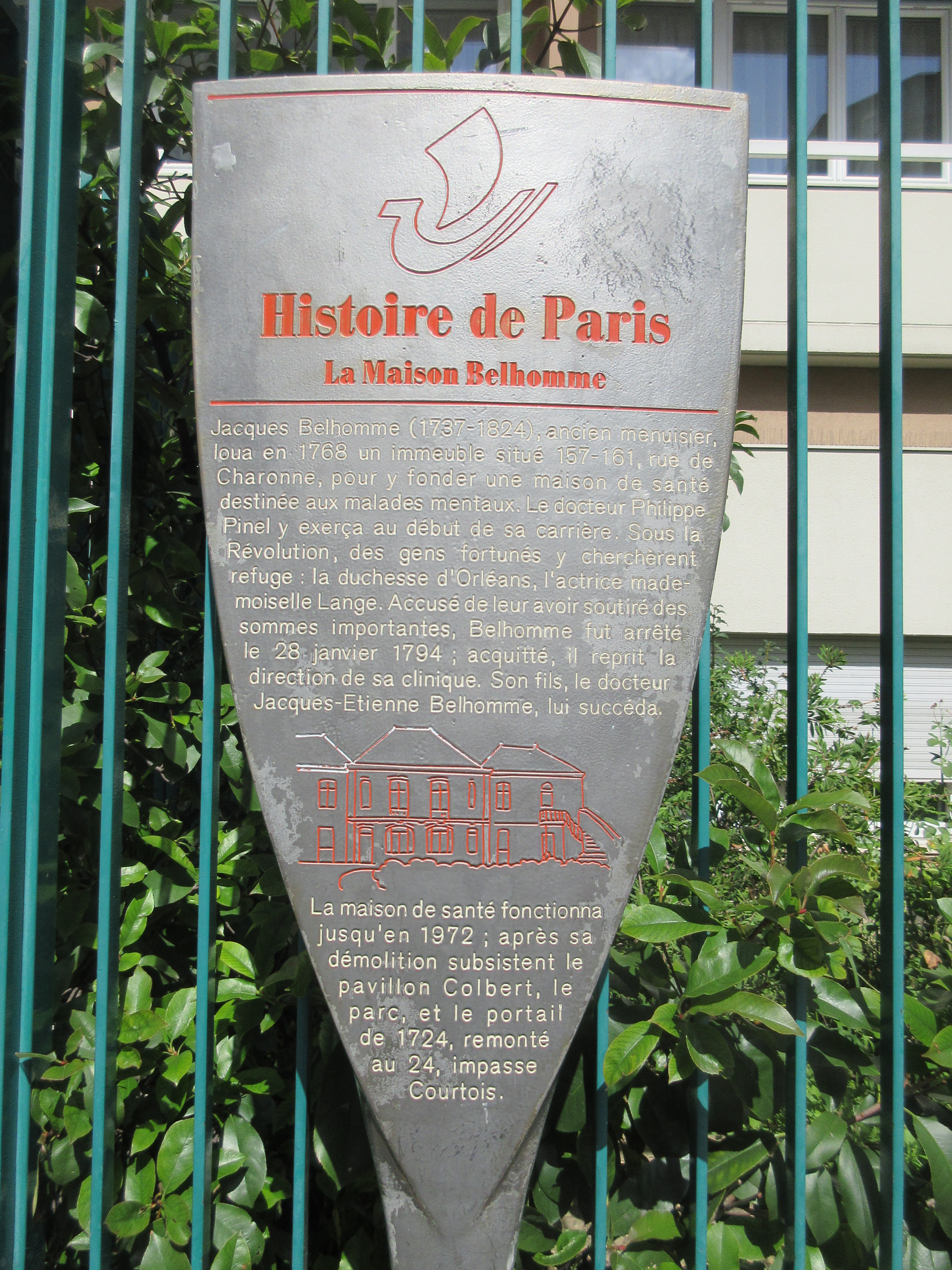
Panneau Histoire de Paris

### L'église du Bon-Pasteur

L'église du Bon-Pasteur.

Située au 177, rue de Charonne, flanquée d'immeubles récents, l'église du Bon-Pasteur se compose d'une grande salle rectangulaire, peu éclairée, équipée de grands bancs en bois.
En 1873, l'évêque de Gand fonde la Mission flamande pour y accueillir les ouvriers flamands immigrés travaillant dans les différents ateliers de meubles du faubourg Saint-Antoine. L'église construite est de style néo-gothique flamand de la fin du XIXe siècle.
L'église devient une paroisse en 1926, prise en charge par la congrégation des Fils de la charité, puis par les prêtres du diocèse de Paris en 1966.
En mauvais état et trop onéreux à restaurer, le bâtiment est détruit en 1970 et l'église actuelle est inaugurée en 1972.

### Les passages
La rue de Charonne présente la particularité de posséder de nombreux passages, vestiges de son histoire.

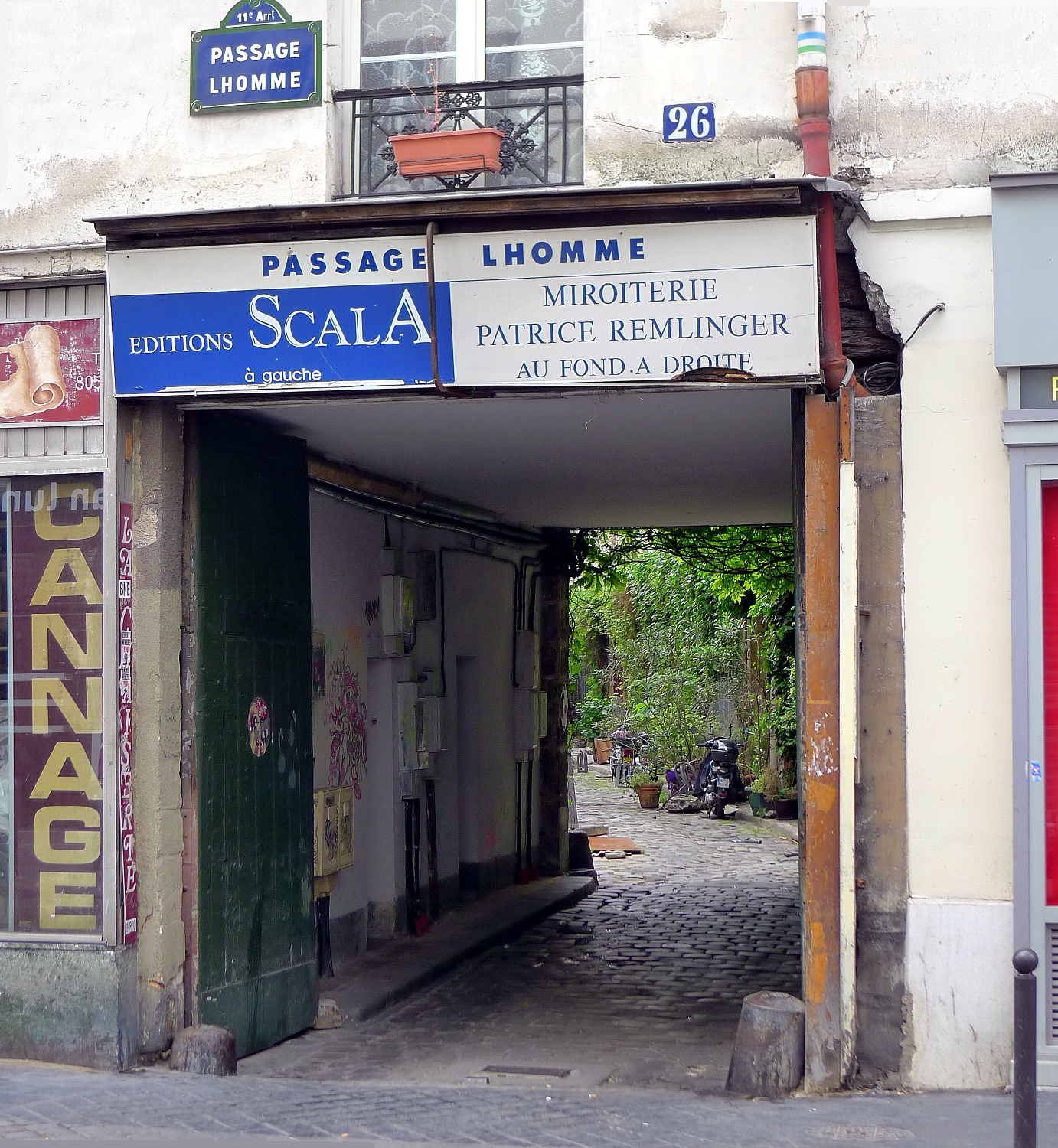
Le passage Lhomme.
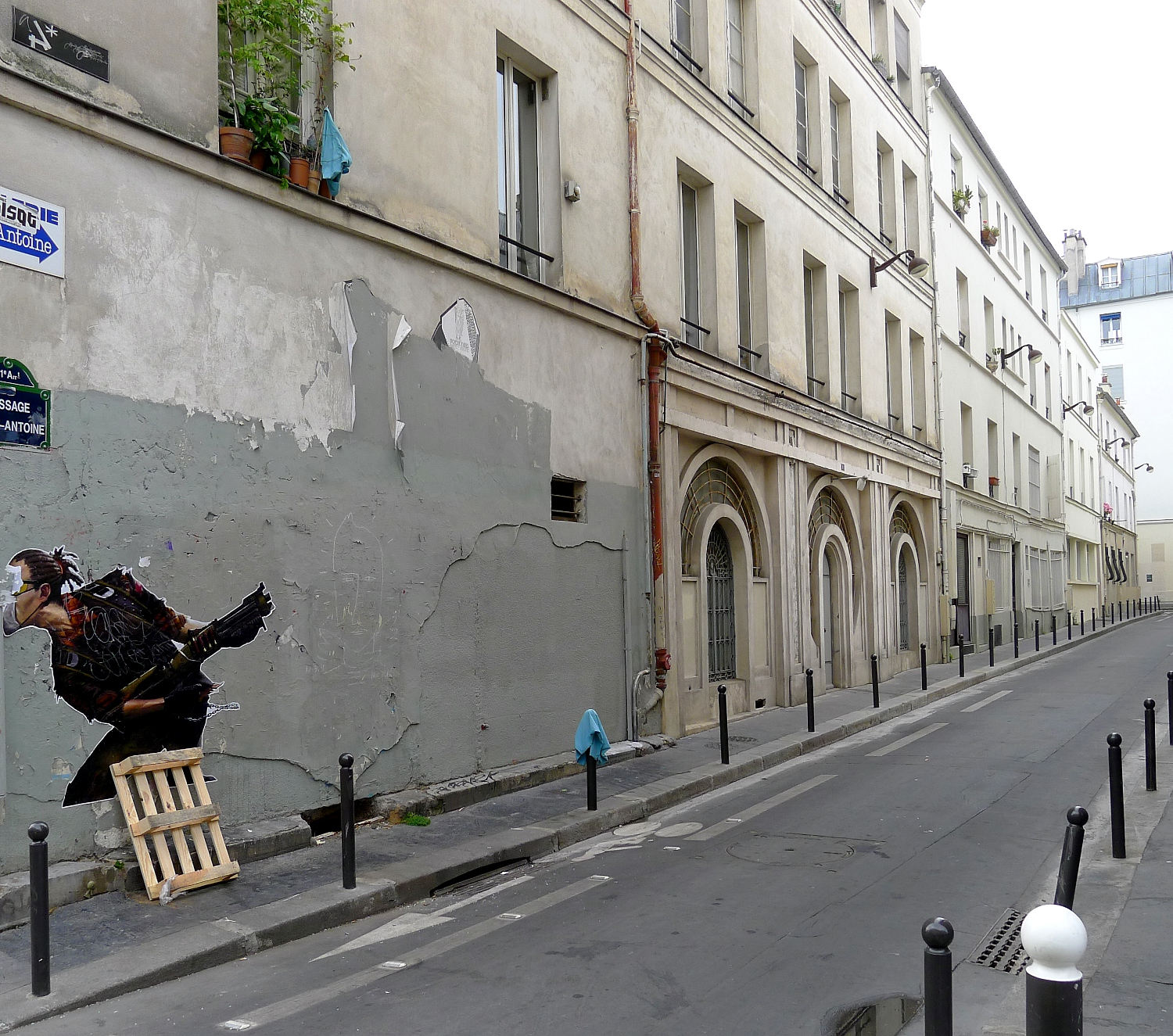
Le passage Saint-Antoine.
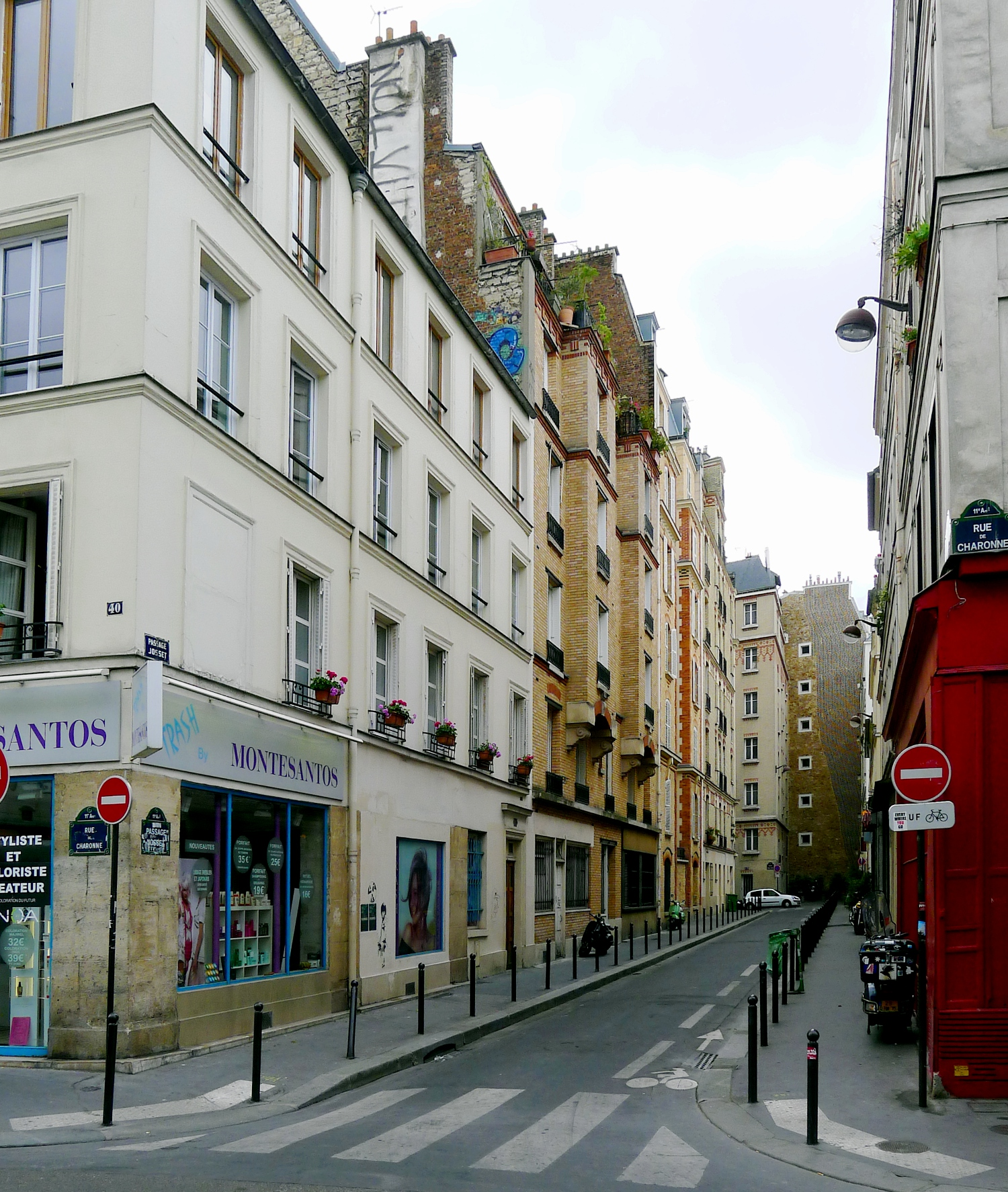
Le passage Josset.
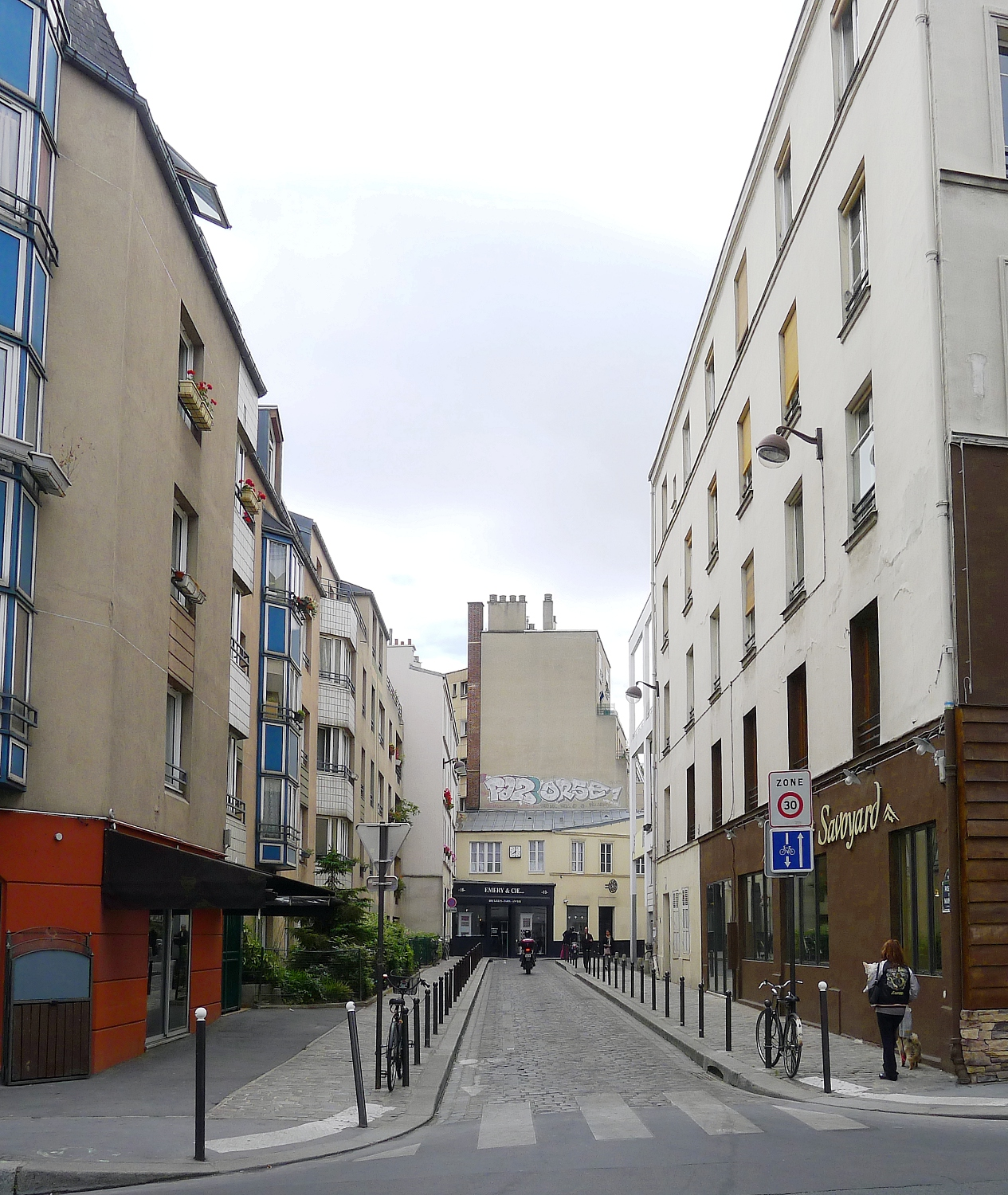
Le passage de la Main-d'Or.
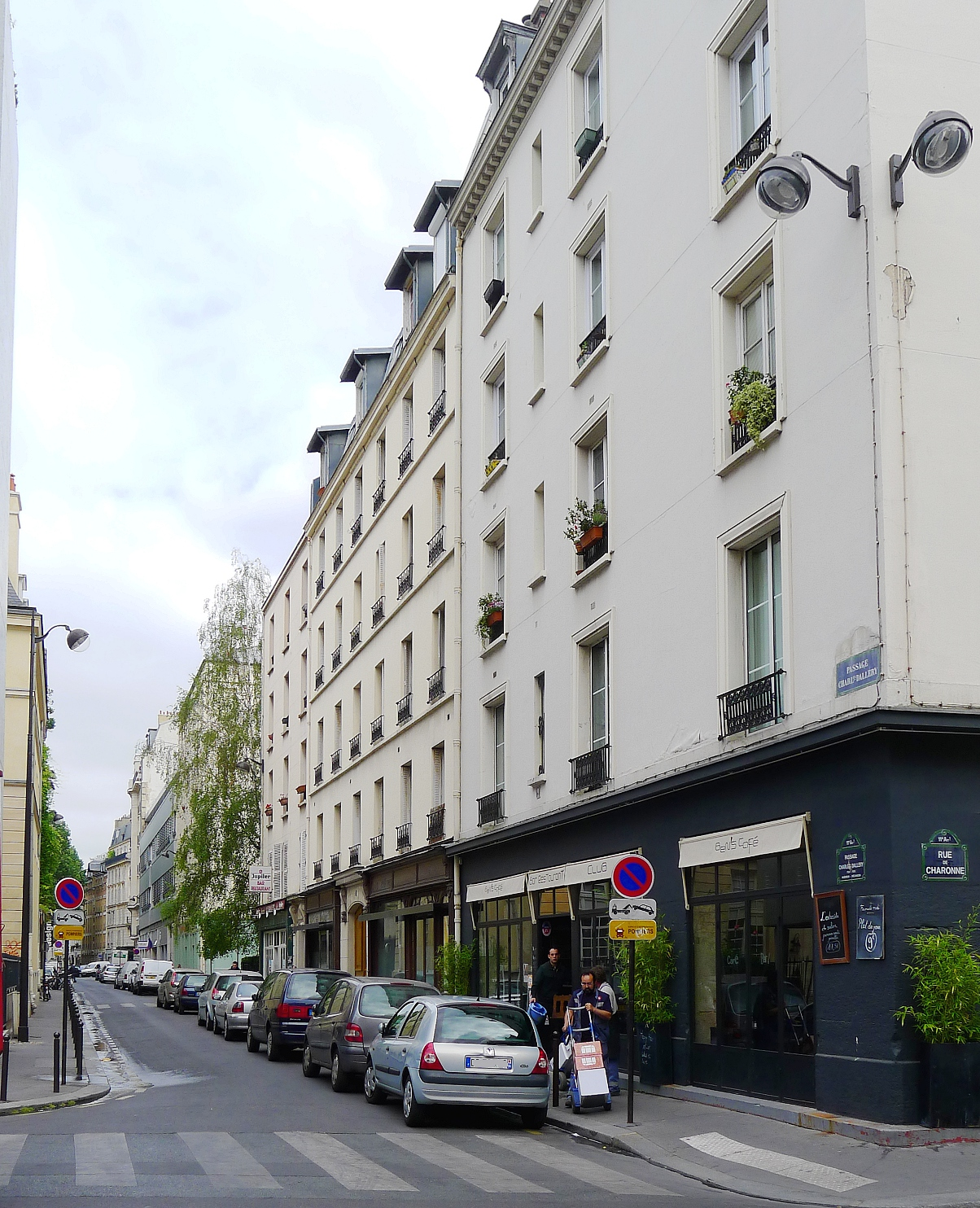
Le passage Charles-Dallery.